# Palazzo Rosso (Genova)
Il Palazzo Rosso, o palazzo Francesco Ridolfo Brignole Sale, è un edificio storico italiano, sito in via Garibaldi 18, nel centro storico di Genova. È uno dei Palazzi dei Rolli designati, al tempo della Repubblica di Genova, a ospitare gli ospiti di alto rango per conto del governo, durante le visite di stato.
L'edificio è fra i 42 palazzi dei rolli selezionati e dichiarati Patrimonio dell'umanità dall'UNESCO il 13 luglio 2006.
Ospita la prima sezione dei Musei di Strada Nuova, che comprendono anche Palazzo Bianco e Palazzo Doria-Tursi, dedicata principalmente alle collezioni d'arte dei Brignole-Sale, in parte ospitate in sale che conservano l'arredo e la decorazione originale.

## Storia
(Gustave Flaubert, Notes de voyage, 1845)

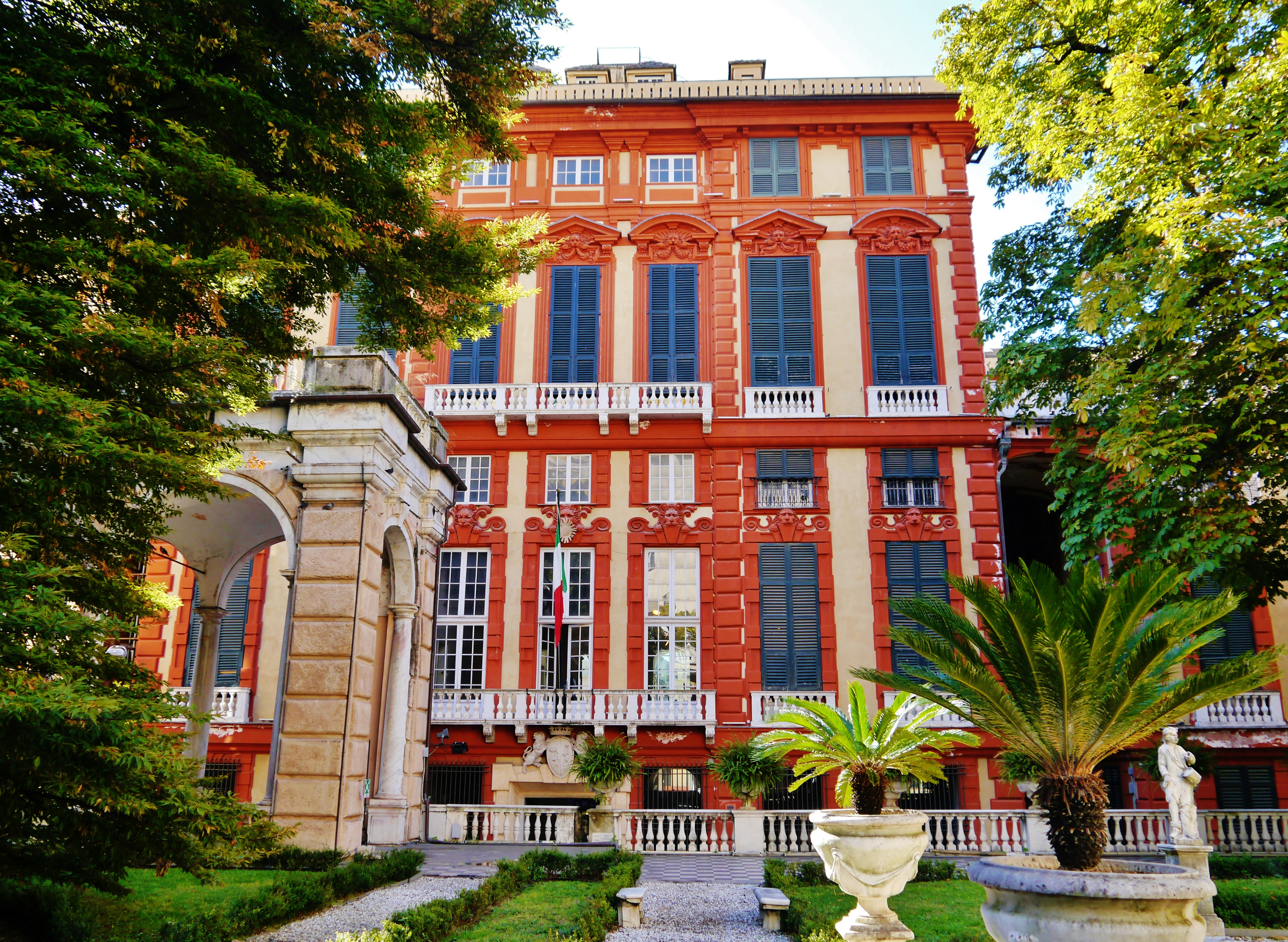
Facciata vista dal giardino di Palazzo Bianco

Fu costruito tra il 1671 e il 1677 per volontà dei fratelli Rodolfo e Gio Francesco Brignole Sale su progetto dell'architetto genovese Pietro Antonio Corradi che ripropone qui la pianta a U già da questi adottata nel coevo Palazzo Balbi Senarega. Nell'esigenza di edificare un unico palazzo per le due distinte dimore dei due fratelli, fu scartata la soluzione dell'adiacente Palazzo Cattaneo-Adorno, che prevedeva due simmetriche residenze affiancate, mentre si optò per l'edificazione di due piani nobili, ciascuno riservato ad uno dei fratelli.
Giovanni Francesco I Brignole Sale (1643-1693), figlio di Anton Giulio Brignole Sale (1605-1665) e Paolina Adorno (1610 - 1648), immortalati nella celebre coppia di ritratti di Antoon van Dyck, a seguito della morte del fratello Rodolfo divenne proprietario dell'intero palazzo e ne commissionò la decorazione delle sale ai maggiori artisti del secondo Seicento a Genova.

### La decorazione seicentesca
I primi interventi decorativi furono realizzati al secondo piano nobile a partire dal 1679 da Domenico Piola e Gregorio De Ferrari, con la collaborazione di quadraturisti e stuccatori (Antonio ed Enrico Haffner). Fu portato a compimento innanzitutto il salone maggiore e l'affresco sulla volta, Fetonte al cospetto del padre Apollo, capolavoro del De Ferrari, distrutto dai bombardamenti della seconda guerra mondiale, di cui nella sala è oggi esposto il bozzetto preparatorio. La parete del salone è decorata dal Carro del Sole una grande tela dipinta da Domenico Piola intorno al 1606.

#### Le sale delle stagioni
L'opera dell'anziano Piola e del genero De Ferrari continua nelle quattro sale circostanti, ciascuna delle quali è dedicata ad una stagione dell'anno, ed è considerata dalla critica fra i più alti esiti del barocco genovese.
L'Allegoria della Primavera, affrescata fra il 1686 e il 1687 sempre del De Ferrari e restaurata nel 2022, mostra nella volta tra putti e figure che spargono fiori, Venere con Cupido che seduce Marte. Gli elementi tridimensionali che sporgono dal cornicione volti a creare uno spazio illusivo dipinto sono stati realizzati dallo stuccatore Giacomo Maria Muttone. Nell'Allegoria dell’Estate, è protagonista Cerere, dea delle messi, contraddistinta da un putto che regge un fascio dorato di spighe, mentre i venti invernali sono scacciati dalla ninfa delle brezze, Aura. Anche qui compaiono la figura di Apollo dio del Sole e il leone, segno zodiacale ricorrente in luglio e quindi simbolo dell’estate, ma anche simbolo araldico dei Brignole, in un gioco di rimandi tra astrologia e celebrazione dinastica. A Piola si devono le sale dell'Autunno e dell'Inverno, realizzate in collaborazione ancora una volta con Muttone, e con il quadraturista Sebastiano Monchi, autore degli sfondati prospettici. Al centro della volta con l'Allegoria dell’Autunno è rappresentato Bacco, giovane e imberbe, affiancato da Arianna. Sul lato a ponente è raffigurato con Sileno ebbro, baccanti, centauri, satiri e animali cari a Dioniso completano la decorazione insieme al fregio in stucco dorato che simula tralci di vite carichi di grappoli.

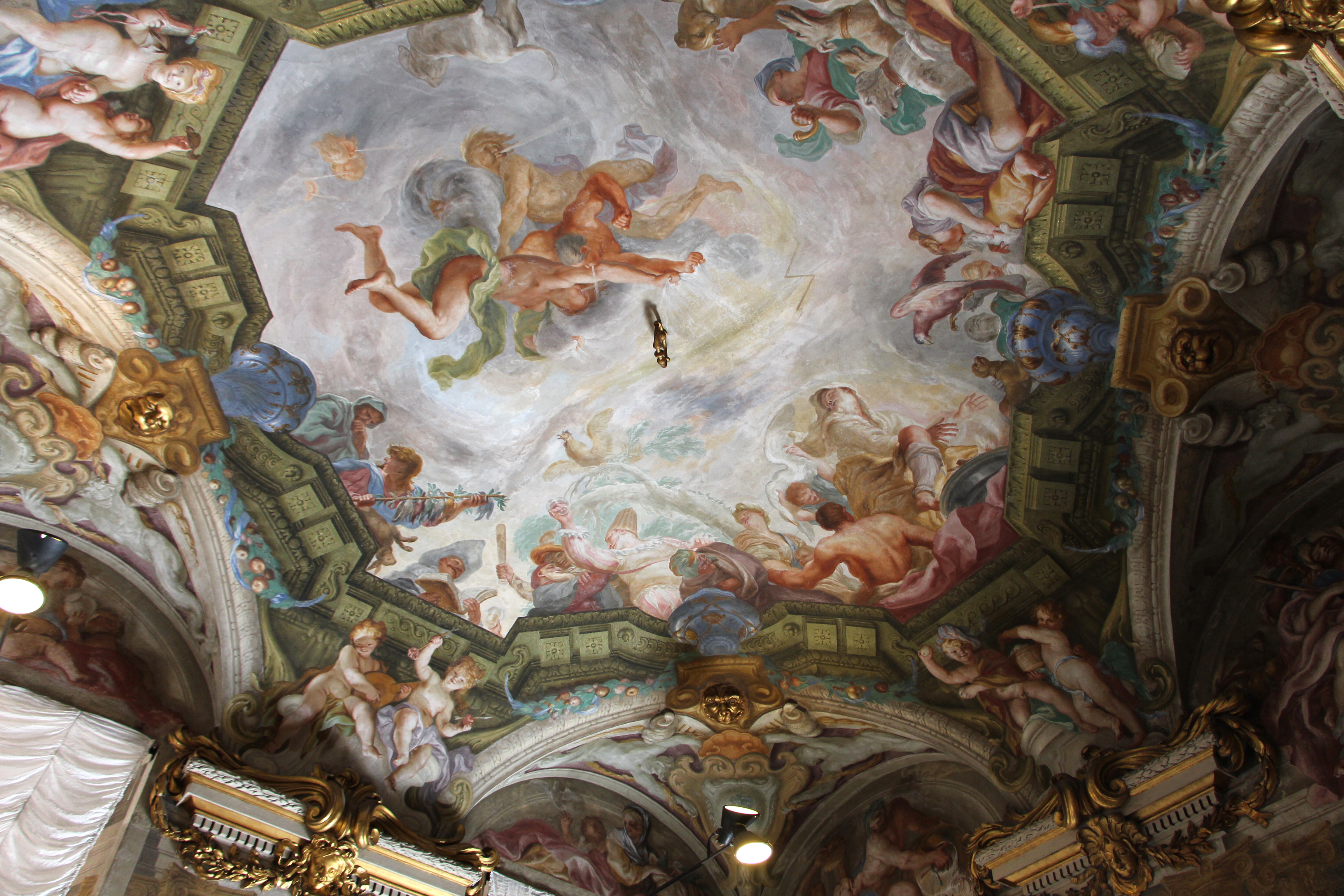
Domenico Piola, Allegoria dell'inverno

Venti freddi, scene di carnevale e di caccia caratterizzano l'Allegoria dell’Inverno impersonificato da un giovane intento a scaldarsi accanto a un braciere. Il pittore, di ritorno da un viaggio a Parma, realizza leggere e delicate figure che mostrano evidenti rimandi alla pittura di Correggio. La decorazione delle pareti con prospettive architettoniche è affidata al quadraturista Niccolò Codazzi.

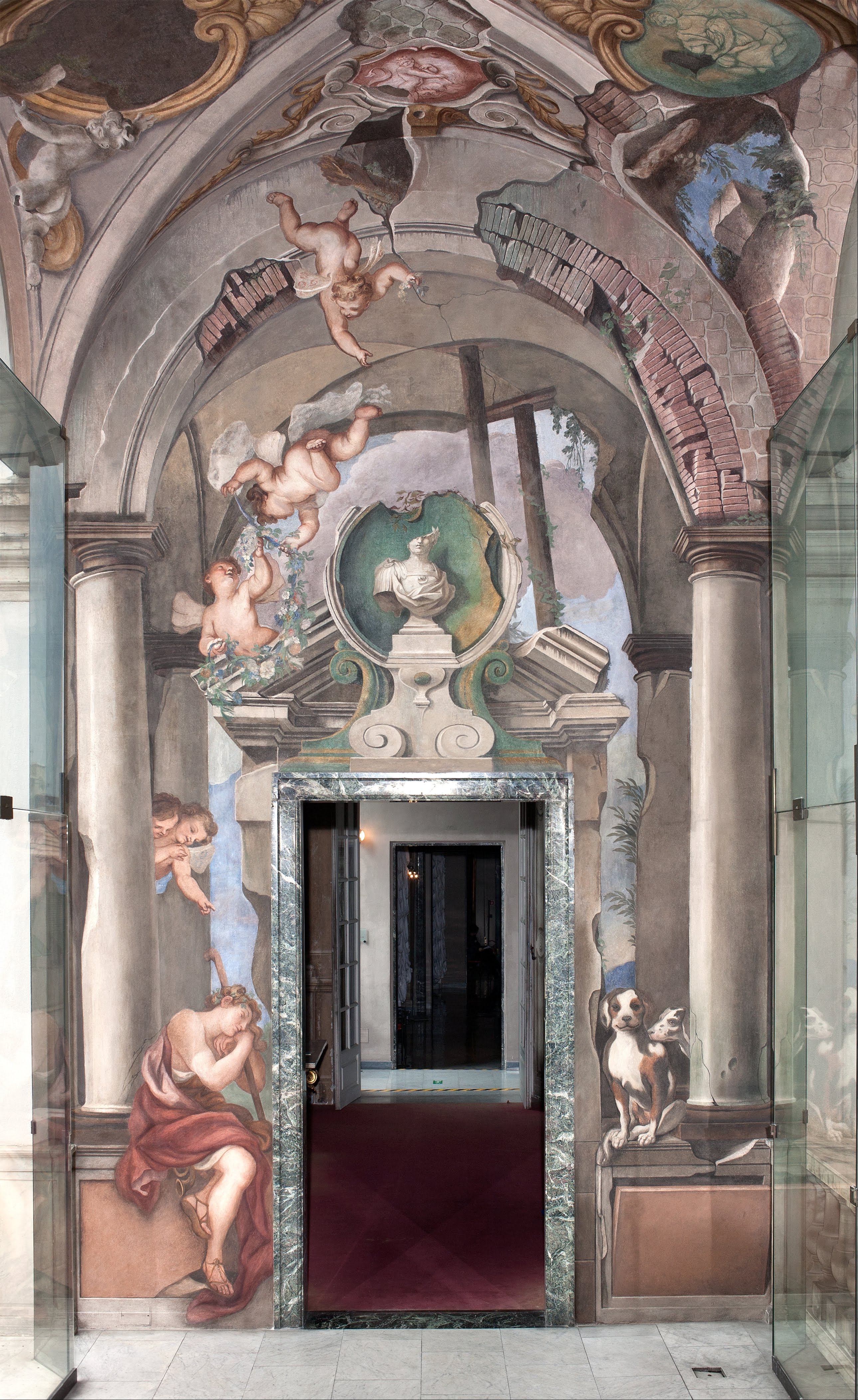
Paolo Gerolamo Piola e Niccolò Codazzi, Loggia delle rovine o di Diana

Al figlio di Domenico Piola, Paolo Gerolamo, è dovuta la cosiddetta Loggia delle rovine o di Diana, che nel 1689 circa, ambienta con assoluta originalità il Mito di Diana ed Endimione sulle volte di un palazzo diroccato. In quest'opera, fra le prime del pittore allora ventitreenne, si avvalse ancora della collaborazione di Nicolò Codazzi, autore delle finte architetture in rovina, sulle quali Paolo Girolamo aggiunse sulla volta la figura di Diana, dea della Luna, che contorniata da putti, si cala dal cielo per raggiungere il mitico pastore Endimione raffigurato dormiente a fianco della porta d'ingresso, in compagnia dei cani e di figure di satiri. La favola di Diana-Luna corrisponde simbolicamente e spazialmente a quella di Apollo-Sole del salone centrale creando un unicum narrativo ancora una volta legato al progetto di cosmologia celebrativa del casato familiare dei Brignole-Sale. La loggia, originariamente concepita come una galleria chiusa ornata da lunette affrescate e finestre dai decori rococò, fu sfondata nel corso del restauro degli anni cinquanta.
Nel 1691 iniziò la seconda fase decorativa con gli affreschi di Giovanni Andrea Carlone, Lorenzo De Ferrari, Carlo Antonio Tavella, Andrea Leoncini e di Bartolomeo Guidobono.
Gli interventi di restauro e completamento decorativo continuarono fino alla metà del XIX secolo.
Nelle nuove sale le svagate fantasie mitologiche cedono lo spazio a complesse tematiche allegoriche. Sulla volta della Sala della Vita dell’uomo Giovanni Andrea Carlone raffigura in successione prospettica le tre Parche, il Tempo, la Giustizia Divina, l'Astrologia e la Sapienza, mentre i fratelli Haffner sono autori della decorazione parietale, con l'Allegoria della Conservazione. Nella Sala delle Arti liberali, Mercurio al centro del cielo getta corone di lauro alle Arti ospitate nelle quattro nicchie sottostanti, fra statue a grisaille che alludono alle quattro parti del mondo. Parzialmente perduta è la decorazione parietale, di cui restano soltanto i paesaggi di Carlo Antonio Tavella, ma non più il finto colonnato che li racchiudeva.

### La decorazione settecentesca

#### Le mezzarie di Anton Giulio II Brignole-Sale
Il piccolo appartamento, riaperto al pubblico nel 2022, è collocato nel mezzanino tra il primo e il secondo piano nobile di Palazzo Rosso. Fu decorato su richiesta di Anton Giulio II Brignole-Sale, che destinò questi spazi a uso residenziale privato. L'aristocratico genovese era l'unico erede maschio della casata, figlio di Gio. Francesco I. Fatture e registrazioni di spese dell'Archivio Brignole-Sale testimoniano che i lavori nelle "Mezzarie del Palazzo di Strada nuova" ebbero inizio nel 1705.
La decorazione della prima stanza, adibita a piccola quadreria, fu affidata a Gregorio De Ferrari, che eseguì i putti in volo sulla volta, mentre a Francesco Costa, suo allievo e collaboratore, spettarono le quadrature sulle pareti. Le porte in legno riportano le iniziali del committente: AGB, circondate da serpi, ma non è noto il nome dell’intagliatore.
La seconda sala, detta “della grotta”, fu affrescata da Domenico Parodi entro il 1710. La decorazione illusionistica, tipicamente barocca, narra le origini di Roma partendo dall'affresco sulla parete principale che raffigura il Giudizio di Paride, fino ad arrivare alle vicende di Troia e all'infanzia dei due gemelli, Romolo e Remo. Sono infatti destinati alle due nicchie bordate d’alabastro, poste ai lati dell'affresco, i due gruppi scultorei in marmo dedicati alle storie di Giove in forma di cigno con Elena e Polluce e La lupa con Romolo e Remo, rispettivamente di Bernardo Schiaffino e Francesco Biggi. Originariamente fungevano da fontane ma ad oggi non sono più funzionanti. Le parti in finta architettura della stanza furono invece dipinte dall'artista bolognese Tommaso Aldovrandini. Attraverso la finizione pittorica l’intera stanza assume le sembianze di una grotta. La rievocazione del mondo naturale all’interno di un ambiente cittadino è una tradizione tipicamente genovese: infatti, già a partire dal XVI secolo, nei giardini dei palazzi nobiliari del capoluogo ligure vennero frequentemente realizzate grotte con acqua corrente.

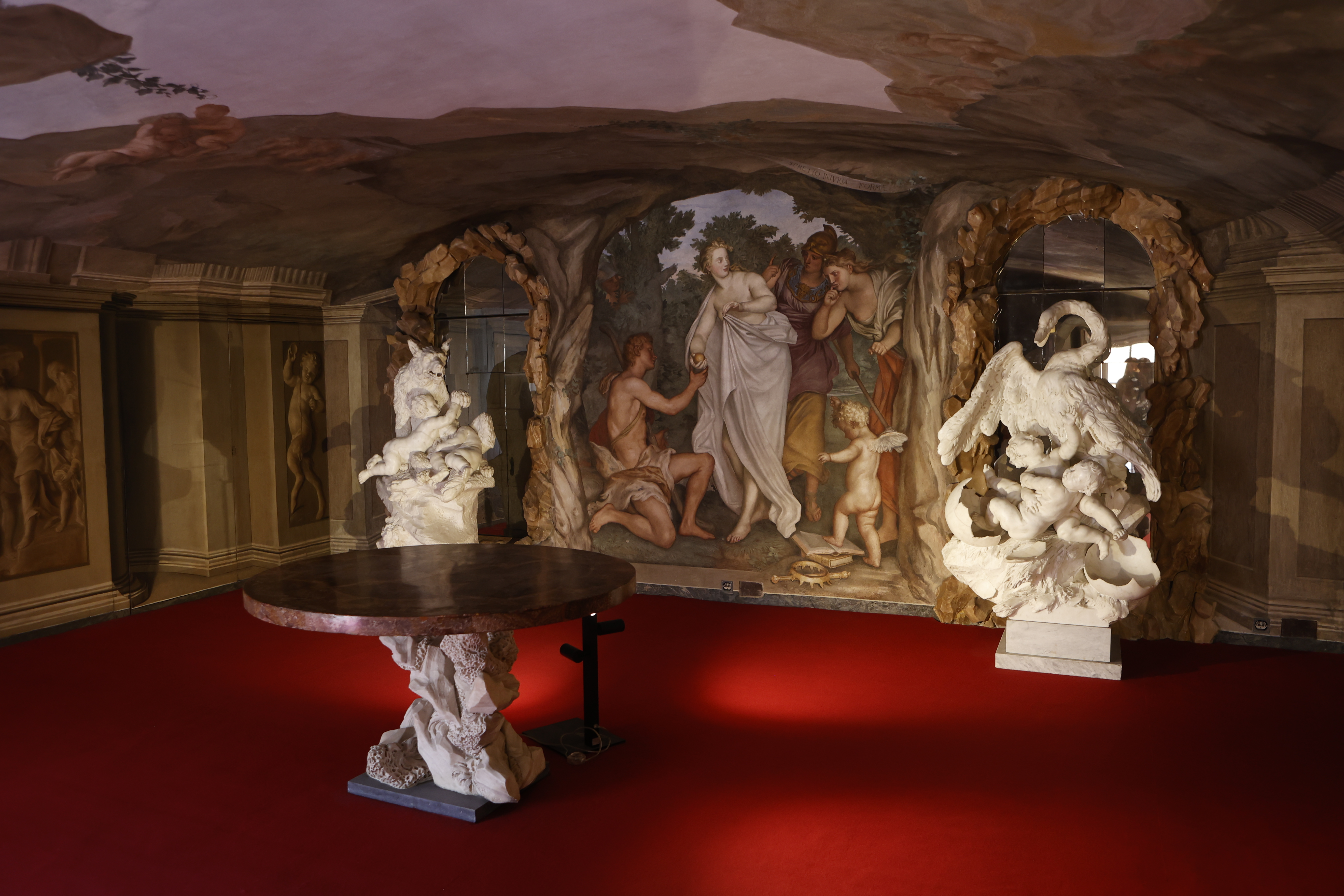
Sala della grotta, mezzanino.

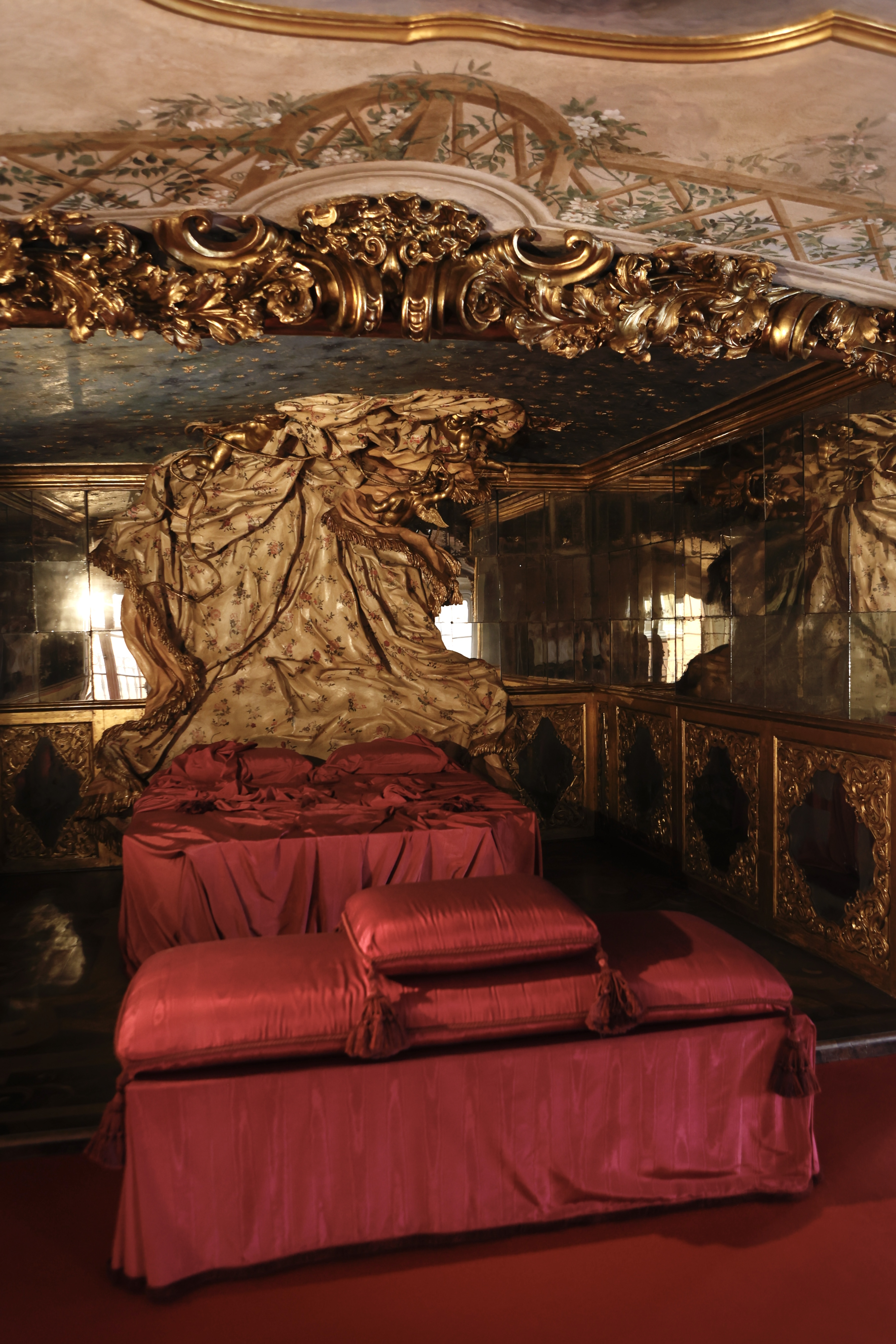
Alcova di Anton Giulio II nel mezzanino di Palazzo Rosso.

La camera da letto comprende una piccola alcova rialzata la cui apertura è decorata da una cornice intagliata e dorata, mentre le pareti interne laterali sono rivestite da specchi. Sulla parete di fondo, dietro al letto, vi è un'elaborata decorazione a stucco tipicamente barocca, in cui alcuni amorini in volo reggono un finto drappo fiorito simulando un baldacchino. Sul resto del soffitto è dipinta una volta celeste stellata. Il progetto decorativo di questa sala è attribuito a Gregorio De Ferrari, ma non sono noti i nomi degli esecutori. Anche sul parquet intarsiato sui cui poggia il letto sono riportate le iniziali di Anton Giulio II, il cui monogramma viene ripetuto per un totale di dieci volte all’interno dell'appartamento. A quel tempo, la tecnica del parquet rappresentava una novità in Italia: infatti, in quegli anni non risultano simili lavorazioni in nessun altro luogo. La delimitazione di una parte di stanza tramite pavimentazione di questo tipo era invece consuetudine alla corte di Luigi XIV a Versailles.
La morte improvvisa di Anton Giulio II, nel 1710, interruppe i lavori che vennero ripresi dal figlio Gio. Francesco II intorno al 1745. Questi affidò al pittore Giacomo Boni la realizzazione della quarta ed ultima stanza, un piccolo salotto rettangolare rivestito di specchi.

#### Gli appartamenti del Doge Giovanni Francesco II
A metà del Settecento continuatore della committenza artistica fu Giovanni Francesco II Brignole Sale (1695-1760), ambasciatore della Repubblica a Parigi, che nel 1746 fu eletto Doge della Repubblica di Genova. In quell'anno ad opera dell'architetto Francesco Cantone venne definito l'attuale aspetto della facciata, caratterizzato da protomi leonine che segnano gli architravi delle finestre dei due piani nobili. Il simbolo richiama l'arma araldica della famiglia, raffigurante un leone rampante sotto un albero di prugne, chiamate in dialetto genovese brignòle.

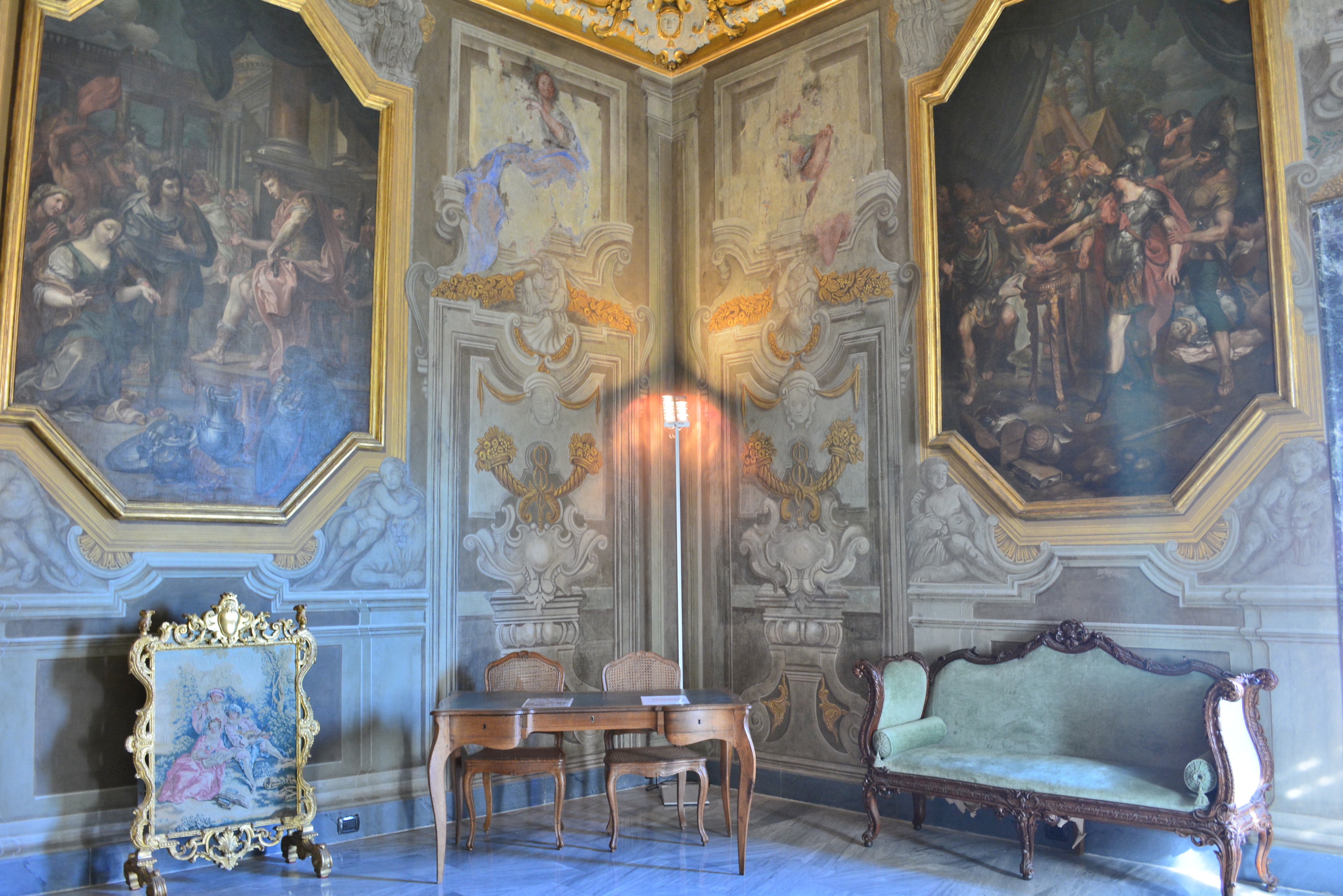
Lorenzo De Ferrari, Salotto delle Virtù romane, 1740 circa.

Di grande ricercatezza estetica è la decorazione dello studio del Doge Giovanni Francesco II, noto come Salotto delle Virtù romane per le complesse simbologie rappresentate nelle pitture. Ne fu autore negli anni quaranta del Settecento Lorenzo De Ferrari (1680-1744), figlio del celebre Gregorio, che finse sulla volta una complessa architettura in grisaille dove ambientare una serie di soggetti ispirati alla Roma antica, esemplari per il committente impegnato nel governo della cosa pubblicaː L'allocuzione di Scipione in Senato, Le Vestali custodiscono il fuoco sacro, Le matrone offrono i loro gioielli alla patria, Il trionfo militare di Costantino, come esempi del Valore rappresentato dall'allegoria al centro dello sfondato prospettico. La tematica edificatoria continua sulle pareti con gli affreschi delle personificazioni di Virtù, e le tempere con episodi tratti dalla storia romanaː La giustizia di Tito Manlio Torquato nel condannare il figlio, La continenza di Publio Cornelio Scipione nel restituire la fidanzata ad Allucio, La fortezza di Muzio Scevola nel punirsi per non esser riuscito a uccidere Porsenna, e La religiosità di Numa Pompilio.
Di più modesta fattura è la decorazione della sala detta della Gioventù in cimento, realizzata nel 1736 da Domenico Parodi.
Nell'alcova, interamente rivestita e arredata con decorazioni rococò, trovano posto i ritratti di Giovanni Francesco II e della moglie Battina Raggi, eseguiti dal pittore di corte di Luigi XIV, Hyacinthe Rigaud (1659 - 1743).

### Gli appartamenti ottocenteschi degli ultimi Brignole-Sale
Questa sezione, aperta nel 2016, è dedicata alle committenze ottocentesche degli ultimi discendenti della famiglia Brignole-Sale (Antonio, la moglie Artemisia Negrone e le figlie Maria e Luisa) che abitarono le sale a ponente del piano più alto del palazzo. Le stanze, danneggiate dai bombardamenti della seconda guerra e mondiale e in seguito adibite ad uffici, sono state ripristinate con un allestimento rievocativo impiegando i preziosi arredi originali: quelli da salotto e da biblioteca, commissionati da Antonio Brignole-Sale e quelli francesi, provenienti dalla dimora parigina di Maria Brignole-Sale duchessa di Galliera che, col marito Raffaele de Ferrari, risiedette dal 1854 fino alla sua morte in uno dei più lussuosi palazzi parigini, l’Hôtel de Matignon. La sontuosa dimora in rue de Varenne venne acquistata da Raffaele nel 1852 e rinnovata dall'architetto Félix Duban.

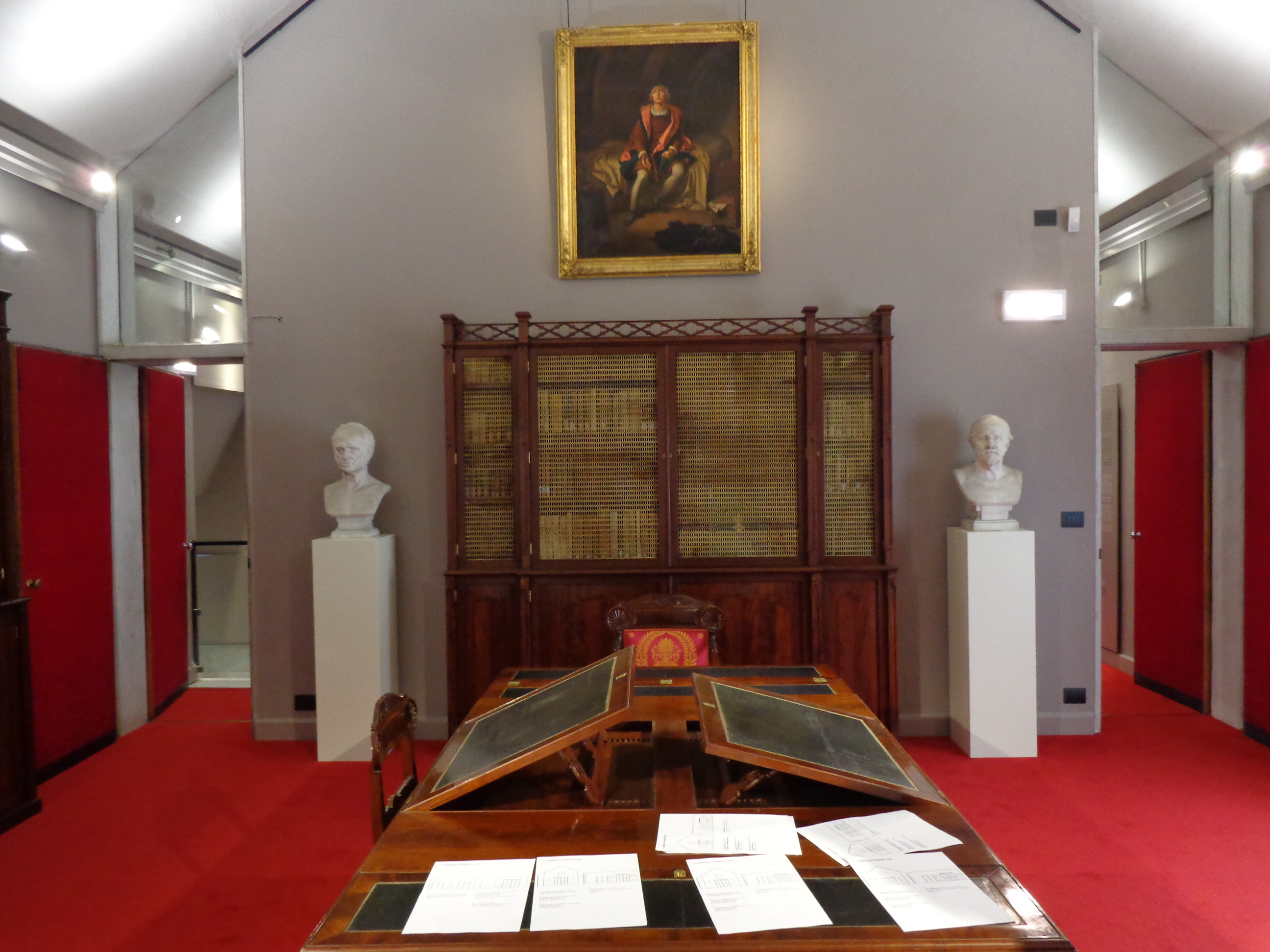
Biblioteca, appartamenti ottocenteschi di Palazzo Rosso

Il mobilio della biblioteca che comprende librerie, sedie, divani e scrivania da centro, venne realizzato intorno al 1840 dal noto ebanista Henry Thomas Peters, fornitore anche del Re di Sardegna. Nella sala è anche esposto un busto in marmo che raffigura Antonio stesso.
Nella sala adiacente, chiamata sala dei Donatori, sono esposti i ritratti degli esponenti della famiglia coinvolti nella donazione di Palazzo Rosso e della sua collezione alla città di Genova. Qui troviamo un ritratto di Maria, futura Duchessa di Galliera, realizzato da Matteo Picasso nel 1827. Ai lati sono esposte le effigi dei genitori, Antonio Brignole-Sale e Artemisia Negrone dipinti da un pittore tedesco attivo per diversi anni a Parigi. Sulla parete opposta, Antonio è raffigurato come presidente dell’Ospedale di Pammatone e accanto sono esposti due piccoli ritratti: uno della figlia Luisa Brignole-Sale bambina e uno del nipote Filippo de Ferrari, eseguito da Viesseux: pittore francese che lavorava nell'atelier parigino del fotografo Nadar. Il nome della sala allude all'atto di donazione sottoscritto il 12 gennaio 1874 da Maria Brignole-Sale e da un rappresentante di suo figlio Filippo de Ferrari che portò a compimento la visione di fruizione pubblica delle collezioni già iniziata da Antonio e successivamente imposta dal testamento di Luisa (1822-1868), sorella minore di Maria.

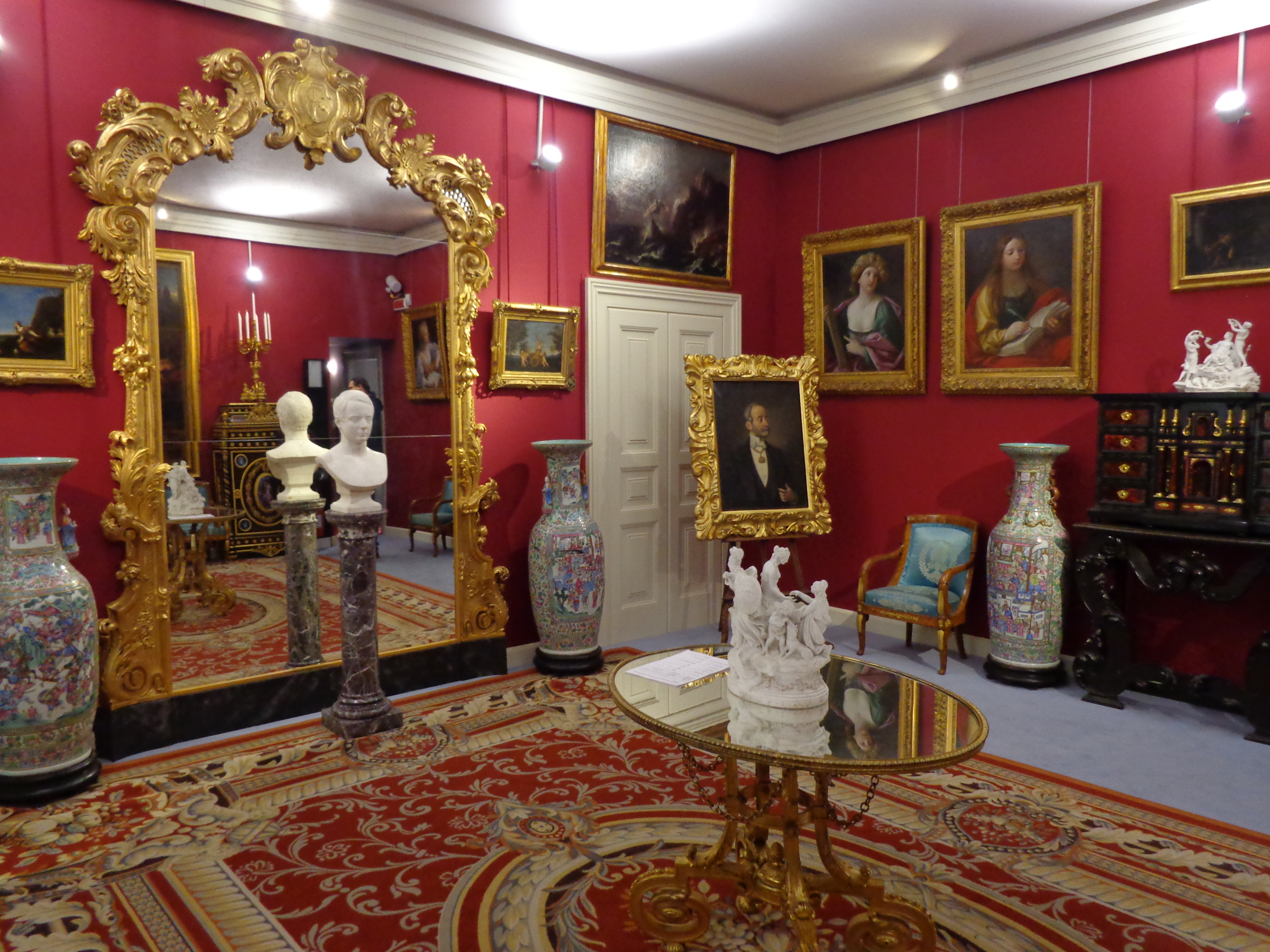
Salotto, appartamenti ottocenteschi di Palazzo Rosso

Le ultime due sale ricreano l'atmosfera dell'Hotel de Matignon, attuale residenza del Primo Ministro francese. Negli ultimi anni di vita la duchessa decise infatti di destinare alcuni arredi, acquistati o fatti realizzare per la dimora parigina, a Palazzo Rosso.
Nel salotto sono esposti i ritratti dei due coniugi: Maria Brignole-Sale De Ferrari, duchessa di Galliera con il figlio Filippo di Leon Cogniet, e Raffaele de Ferrari con indosso il cosiddetto piccolo collare, una delle insegne dell'Ordine Supremo della Santissima Annunziata. Al centro, davanti alla specchiera lignea, è collocato il busto in marmo di Andrea de Ferrari (primogenito della coppia deceduto prematuramente). La serie di arredi venne realizzata da alcuni dei più noti artisti del tempo, fornitori di corte e dell’alta società parigina.
Nella camera da letto è collocata una suite di arredi composta da due comò con alzate, una grande specchiera orientabile, poltrone e sedie, realizzata intorno al 1830 dall'ebanista svizzero Jean-Jacques Werner (1791-1849). Tutti i mobili sono tutti impiallacciati in radica di frassino e impreziositi da bronzi dorati.

### Da residenza privata a museo
La residenza rimase di proprietà della potente famiglia dei Brignole-Sale per due secoli, fino al 1874, anno in cui fu donato alla città dall'ultima erede, Maria Brignole-Sale De Ferrari, duchessa di Galliera, per "accrescere il decoro e l'utile" di Genova e con l'evidente intenzione di lasciare ai posteri un segno della stirpe dei Brignole Sale anche con il contributo delle sue importanti collezioni d'arte.
I bombardamenti della Seconda guerra mondiale causarono danni gravissimi al palazzo, causando fra l'altro la perdita della decorazione del salone maggiore. La ricostruzione fu effettuata negli anni cinquanta (1953-1961) e condotta dalla direttrice dell'Ufficio di Belle Arti di Genova, Caterina Marcenaro, e dagli architetti Franco Albini e Franca Helg. Il radicale restauro, condotto secondo i criteri del "movimento moderno", portò alla rimozione di tutti gli arredi e le decorazioni ritenute non originali, e alla creazione di un allestimento razionalista in netto contrasto con l'identità storica del palazzo. Allo stesso decennio corrisponde anche l’inserimento della celebre Scala ottagonale progettata da Albini con tiranti di acciaio, impreziosita da un corrimano in pelle e coperta da feltro rosso. Le collezioni, smembrate, furono ricollocate nei musei cittadini secondo criteri espositivi didattici. In occasione del restauro furono creati, fra l'altro, il vasto cortile alle spalle del palazzo, dove fu collocato il celebre portale barocco del convento di san Silvestro, e fu ristrutturato l'ultimo piano del palazzo quale appartamento che la Marcenaro abitò fino alla morte, custodendovi la sua personale collezione d'arte.
Negli anni novanta, si procedette ad una rimozione di tale allestimento, riportando il palazzo nella sua veste settecentesca in base alle descrizioni storiche, principalmente alla celebre "Descrizione delle pitture, scolture e architetture ecc., che trovansi in alcune città, borghi, e castelli delle due riviere dello stato Ligure" del Ratti, ricollocando molti degli arredi originali e molti dei dipinti nelle quadrature settecentesche appositamente create dagli affrescatori per alloggiarli. L’ultimo ammodernamento è stato realizzato nel 2022 per assolvere ad adeguamenti impiantistici. Durante l’intervento è stato reinserito in alcuni ambienti del percorso museale il feltro rosso a pavimento, uno dei cardini dell’allestimento albiniano precedentemente rimosso.

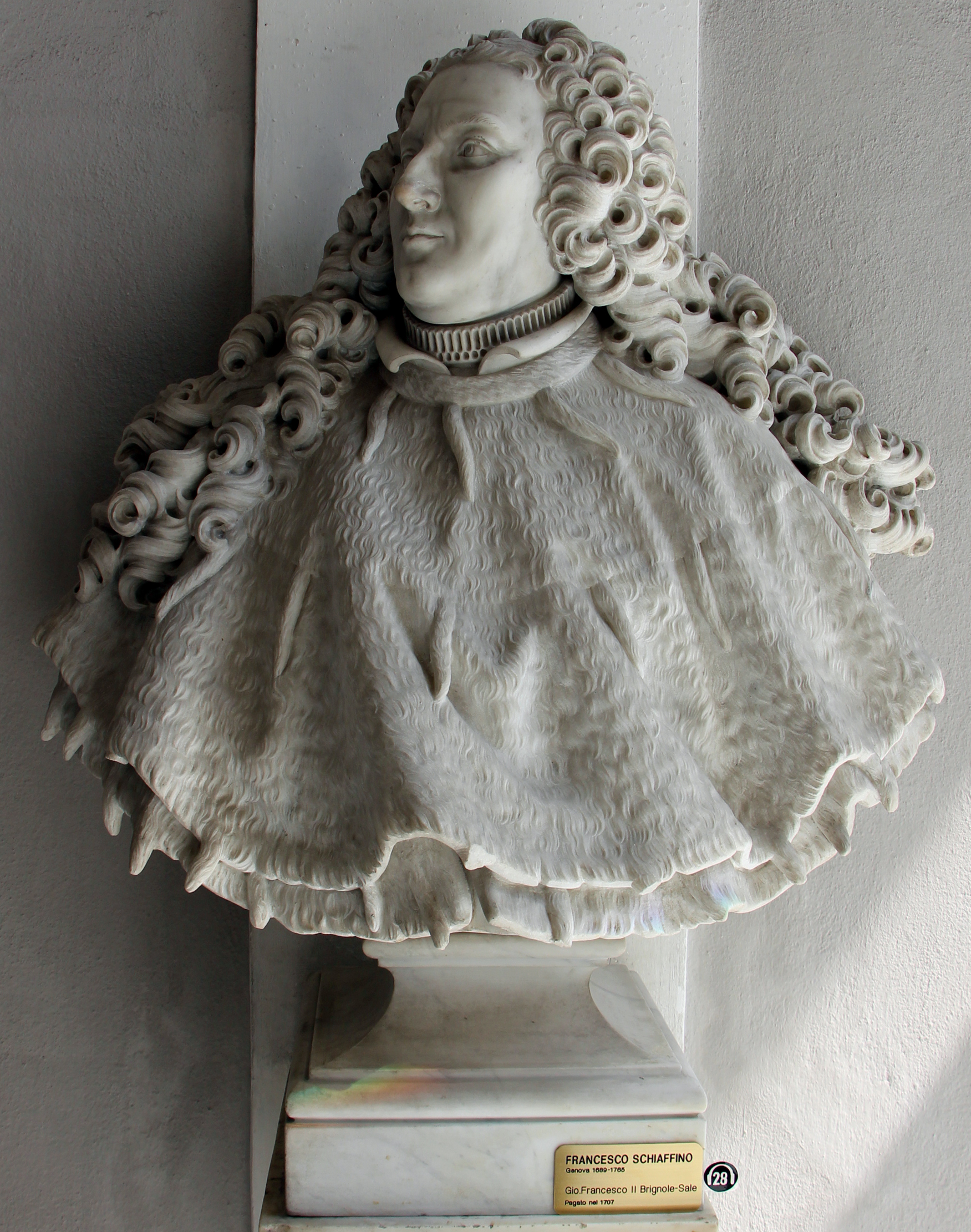
Francesco Schiaffino, Il Doge Gio. Francesco II Brignole Sale, 1707
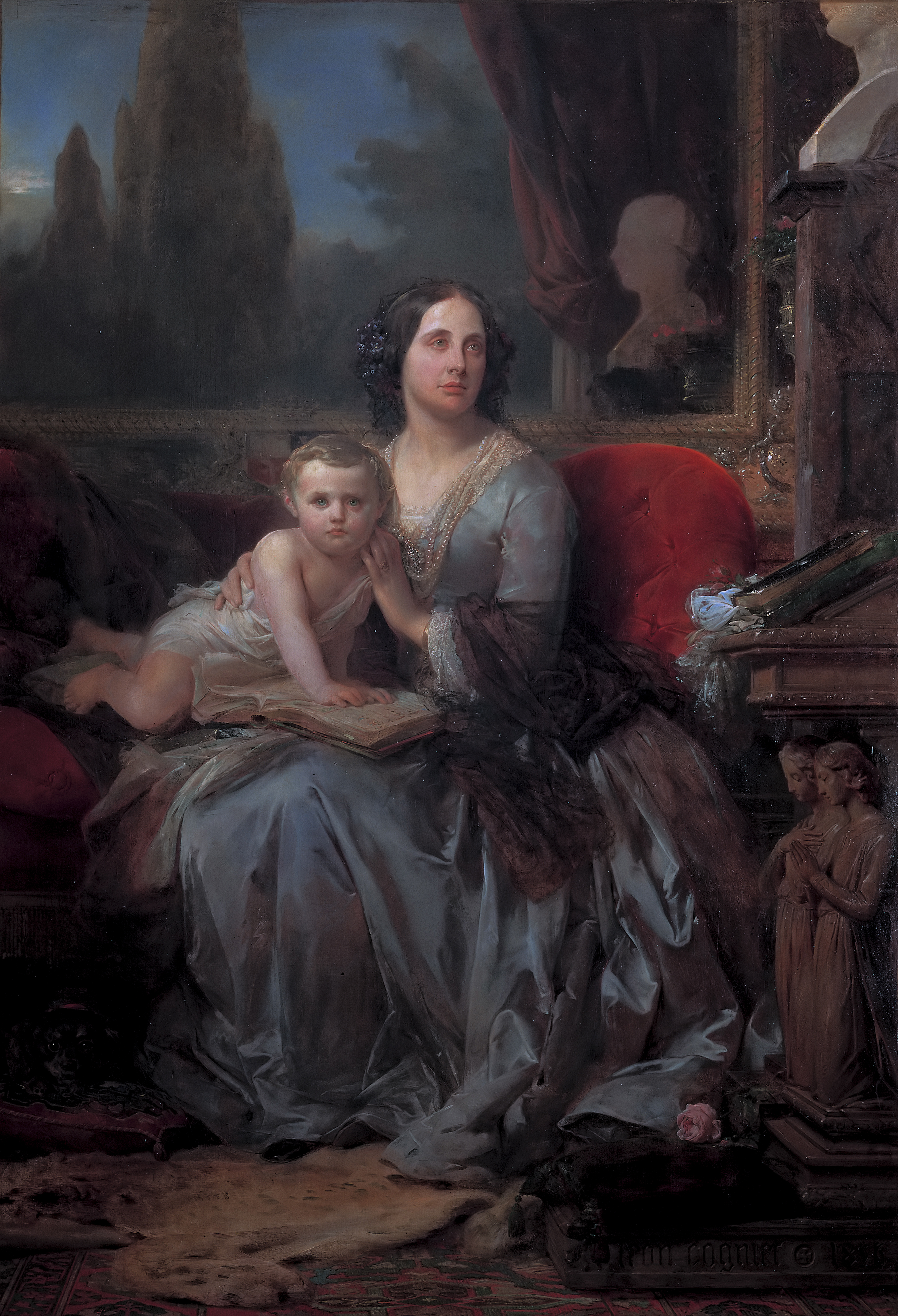
Leon Cogniet, Maria Brignole-Sale De Ferrari con il figlio Filippo
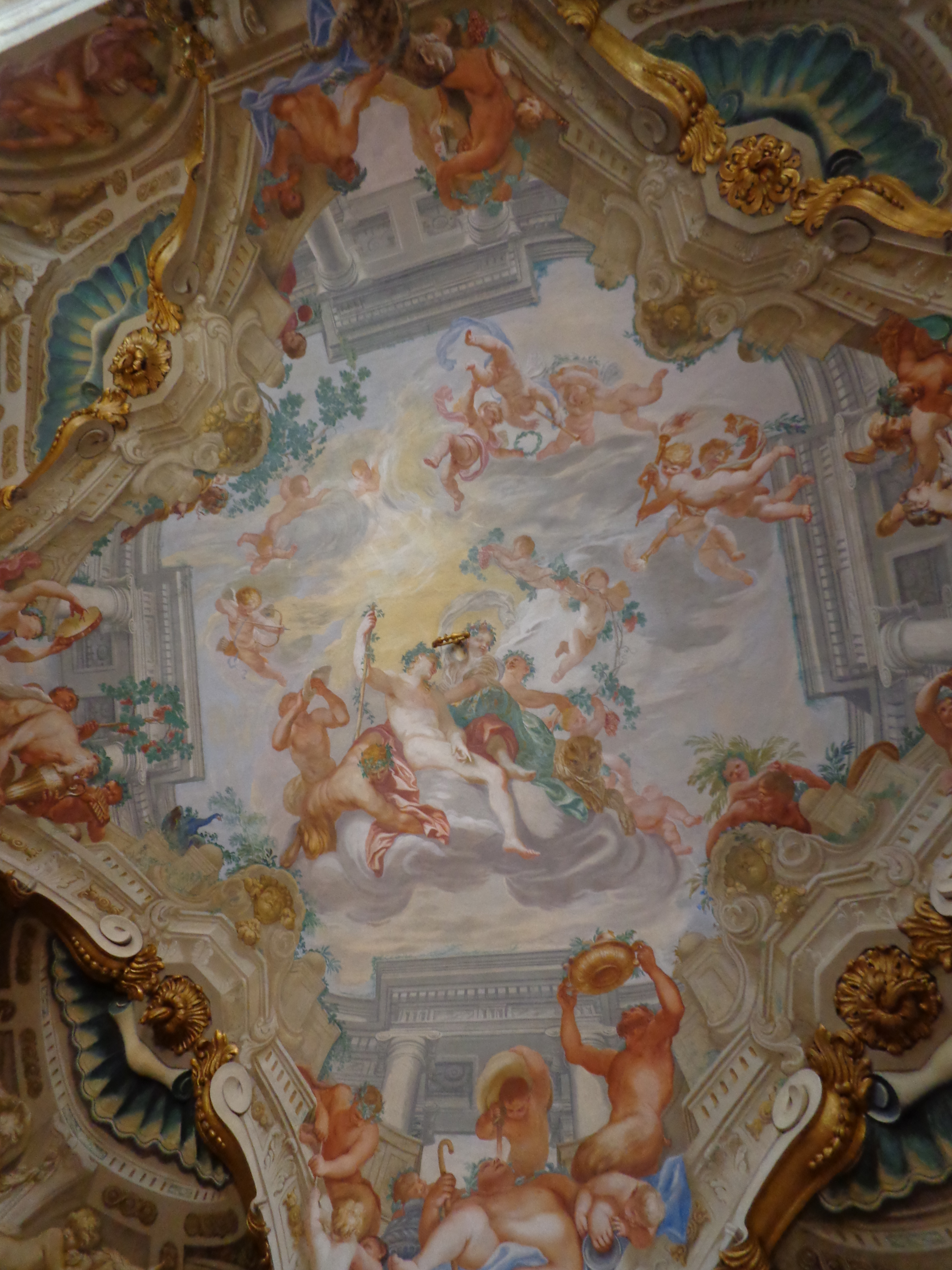
Domenico Piola, Sala dell'Autunno
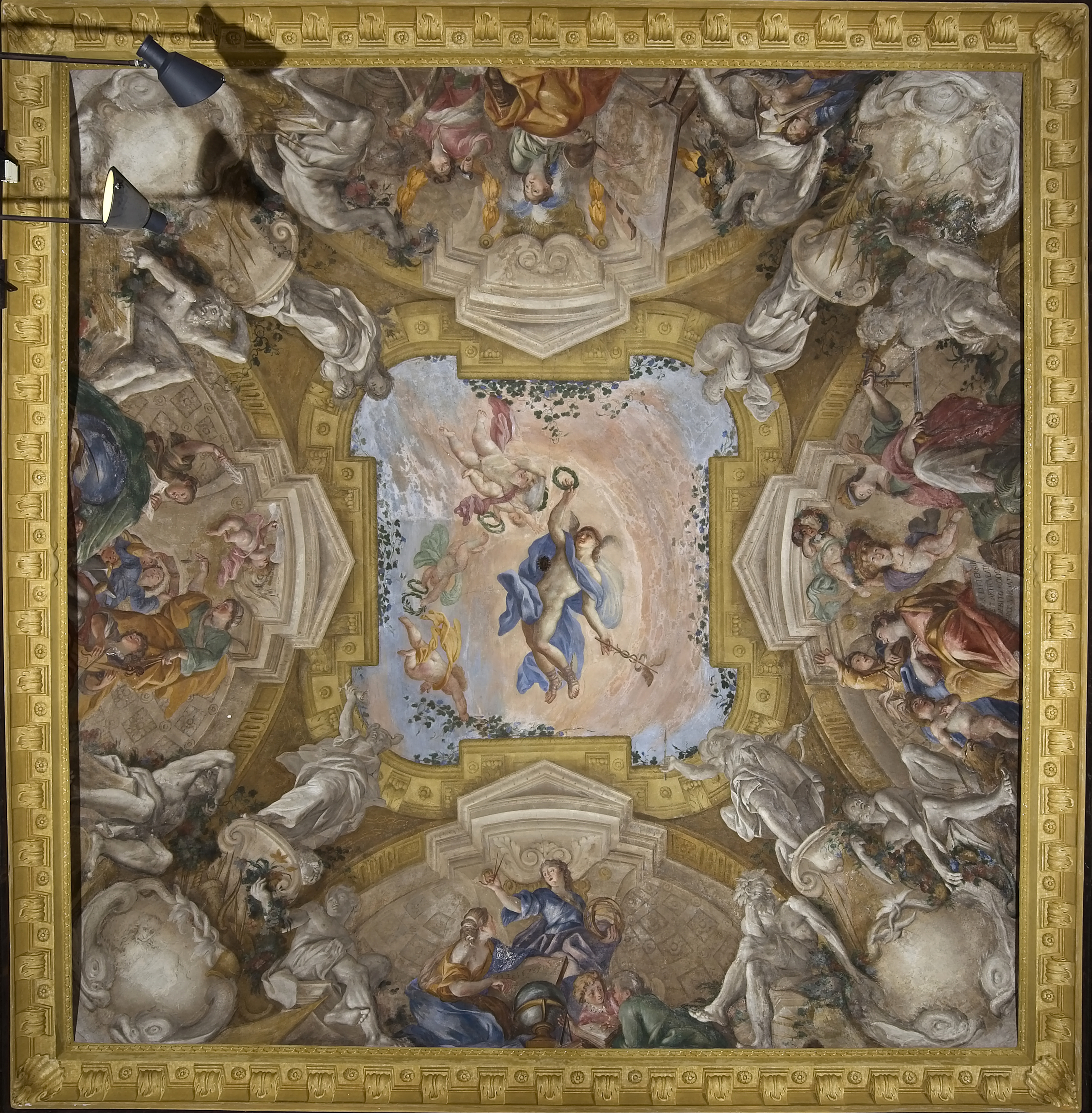
Giovanni Andrea Carlone, affresco della sala delle Arti Liberali
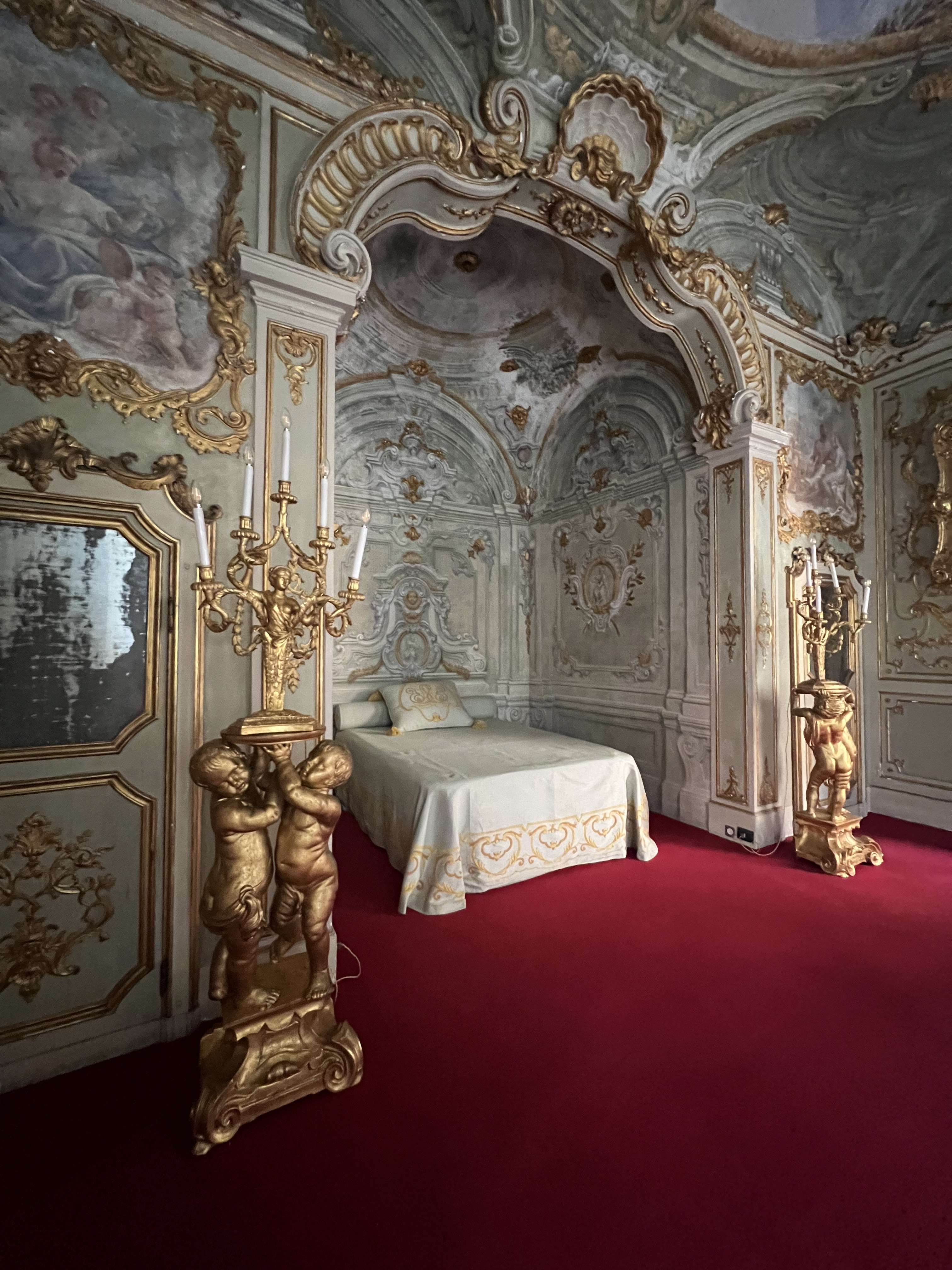
Alcova Settecentesca del II Piano Nobile
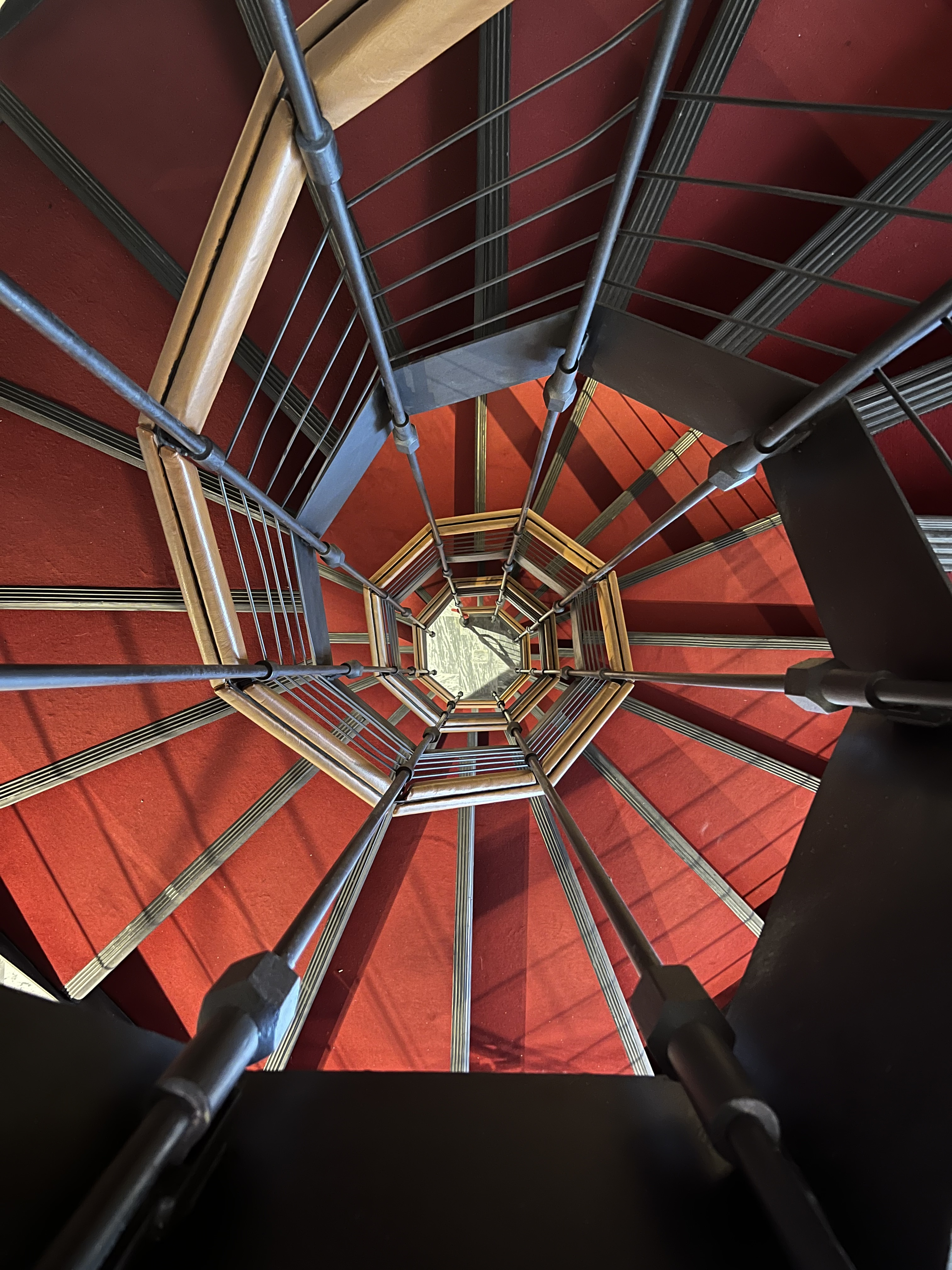
Franco Albini, Scala ottagonale
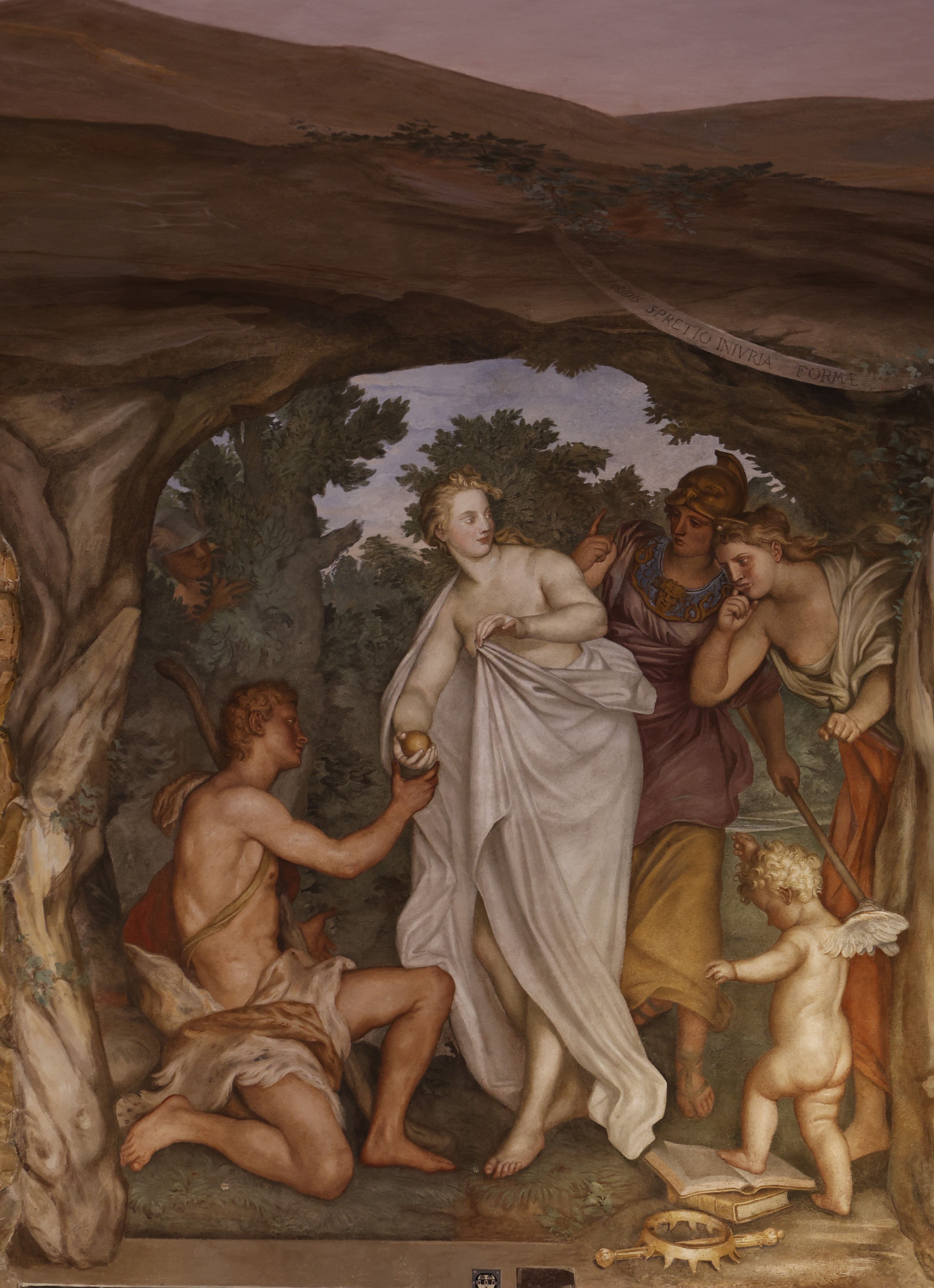
Domenico Parodi, Il Giudizio di Paride, 1710 circa

### Appartamento di un amatore d'Arte
All'ultimo piano del corpo delle dipendenze di Palazzo Rosso si trova l'appartamento realizzato dall'architetto Franco Albini per l’allora direttrice dei Musei civici Caterina Marcenaro, oggi chiamato "Appartamento di un amatore d'arte" riprendendo il titolo dell'articolo di Domus, una delle più prestigiose riviste di architettura del tempo, dedicato a questi spazi e pubblicato nel giugno 1955.
Negli ambienti di rappresentanza collegati fra loro, soggiorno, pranzo, sala con camino, e camera da letto, i pezzi antichi della collezione personale della Marcenaro erano stati pensati e collocati come elementi di uno schema compositivo unico in cui erano inseriti, con grande equilibrio, elementi moderni come gli arredi arredi disegnati dallo stesso Albini. Si trattava di una commistione tra antico e moderno tipico dell’architettura italiana di quegli anni. Scomparsa Caterina Marcenaro, le opere che le erano appartenute presero le vie che lei stessa aveva disposto, e l’appartamento venne utilizzato come abitazione ancora per qualche anno per essere poi trasformato in uffici.
Gli spazi sono stati ripristinati nel 2004 riacquisendo la dignità architettonica originaria che comprende un arredo rievocativo delle scelte albiniane: le opere antiche esposte in queste stanze sono state selezionate fra quelle provenienti da acquisti, doni e legati di collezionisti del Novecento, facendo riferimento in particolare a Costantino Nigro (1894-1967), antiquario e mecenate genovese storico amico di Caterina Marcenaro. Gli arredi moderni sono tutti esemplificazioni della qualità progettuale di Franco Albini.

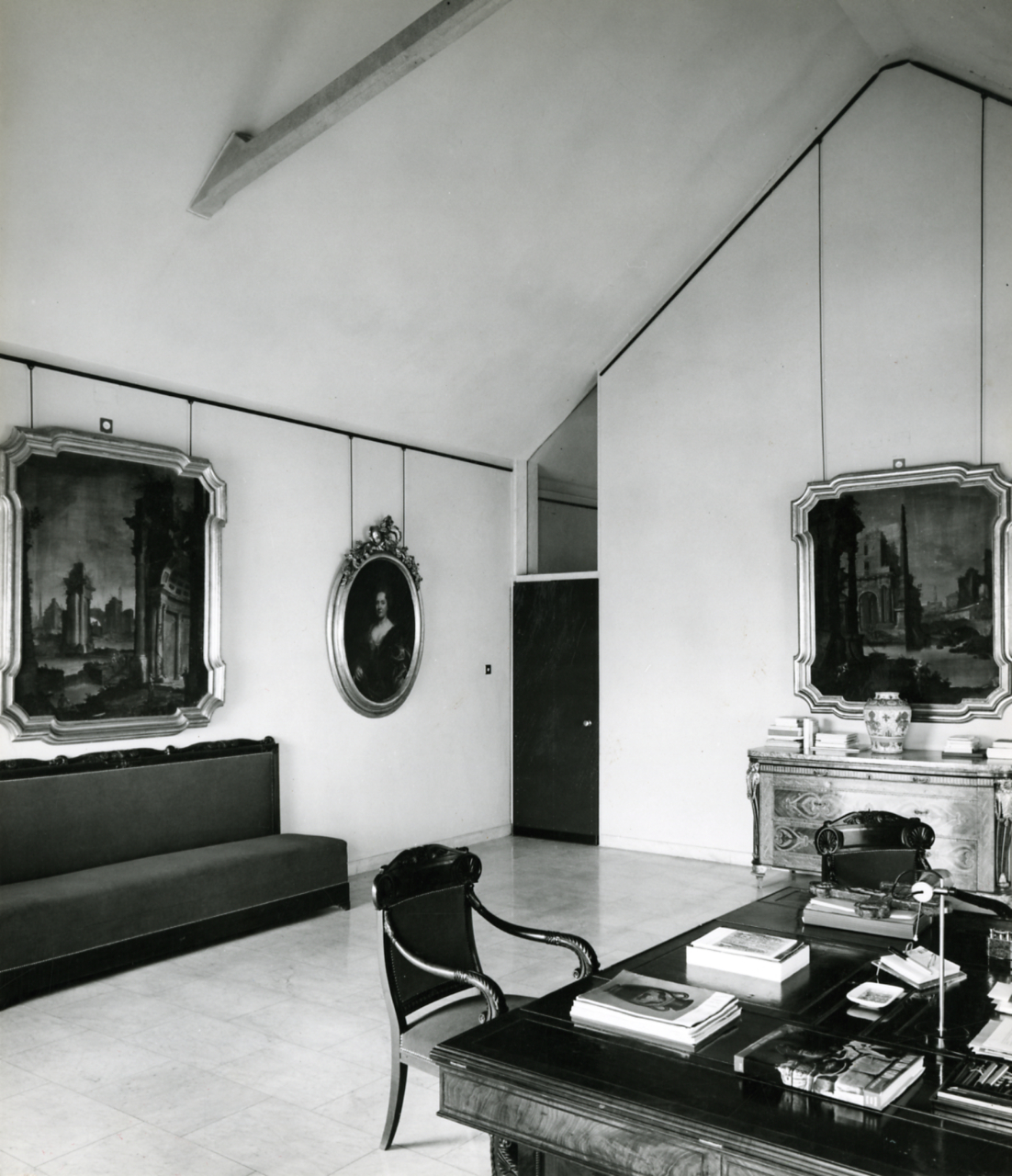
Franco Albini, Appartamento di un amatore d'arte (foto archivio storico)
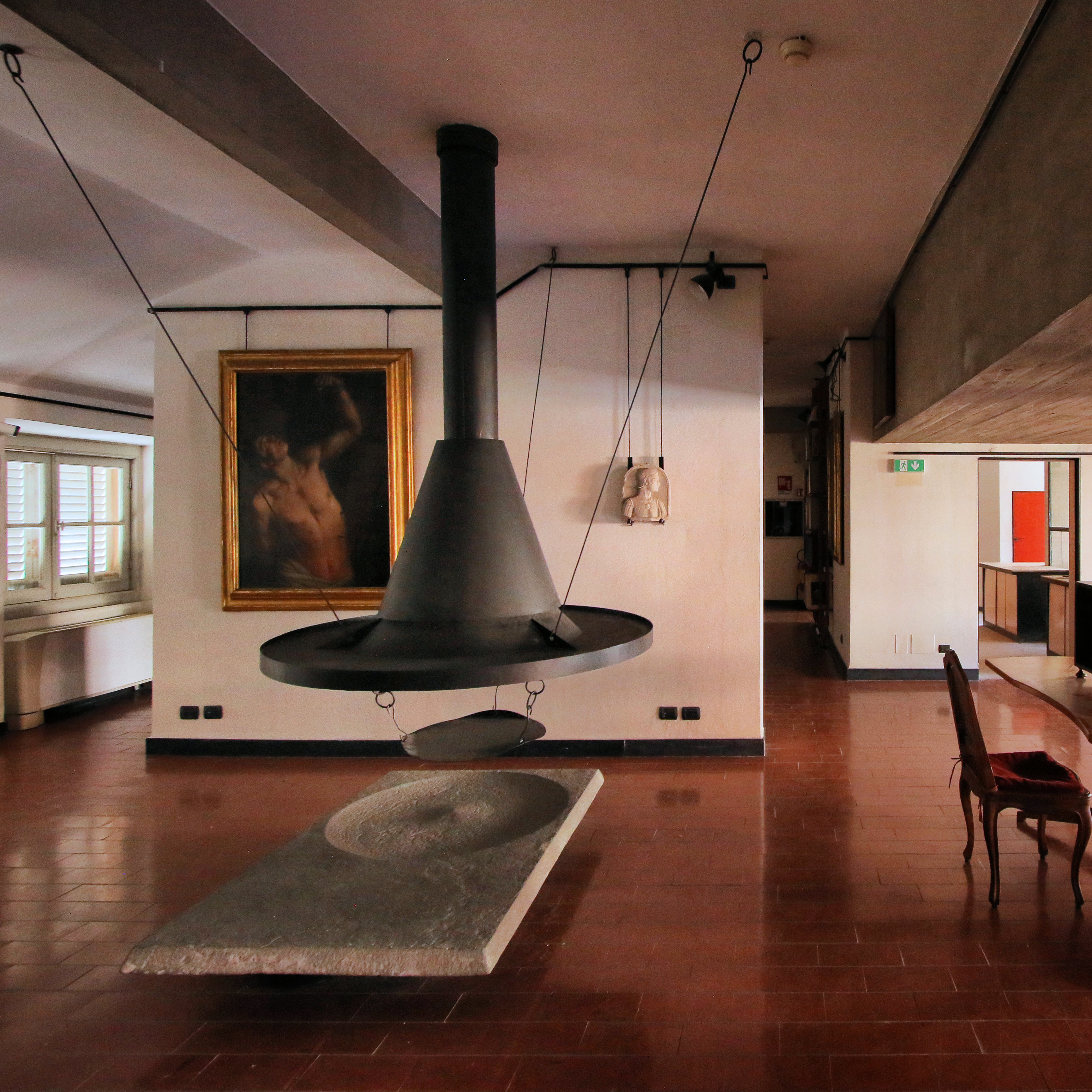
Franco Albini Sala del Camino

## Gabinetto Disegni e Stampe di Palazzo Rosso
Il Gabinetto Disegni e Stampe, parte integrante dei Musei di Strada Nuova, è situato all'ultimo piano di Palazzo Rosso ed è visitabile su appuntamento. Istituito nel 1893, comprende una collezione di circa diecimila disegni di scuola genovese (dal Cinquecento all'Ottocento), emiliana (con opere di Guercino e Guido Reni) e romana (in particolare del ritrattista Ottavio Leoni), che coprono un arco cronologico che va dal XV al XX secolo. La collezione, conservata in apposite cassettiere lignee disegnate dall’architetto Franco Albini nel 1961, include settemila incisioni prevalentemente italiane, tedesche e fiamminghe.

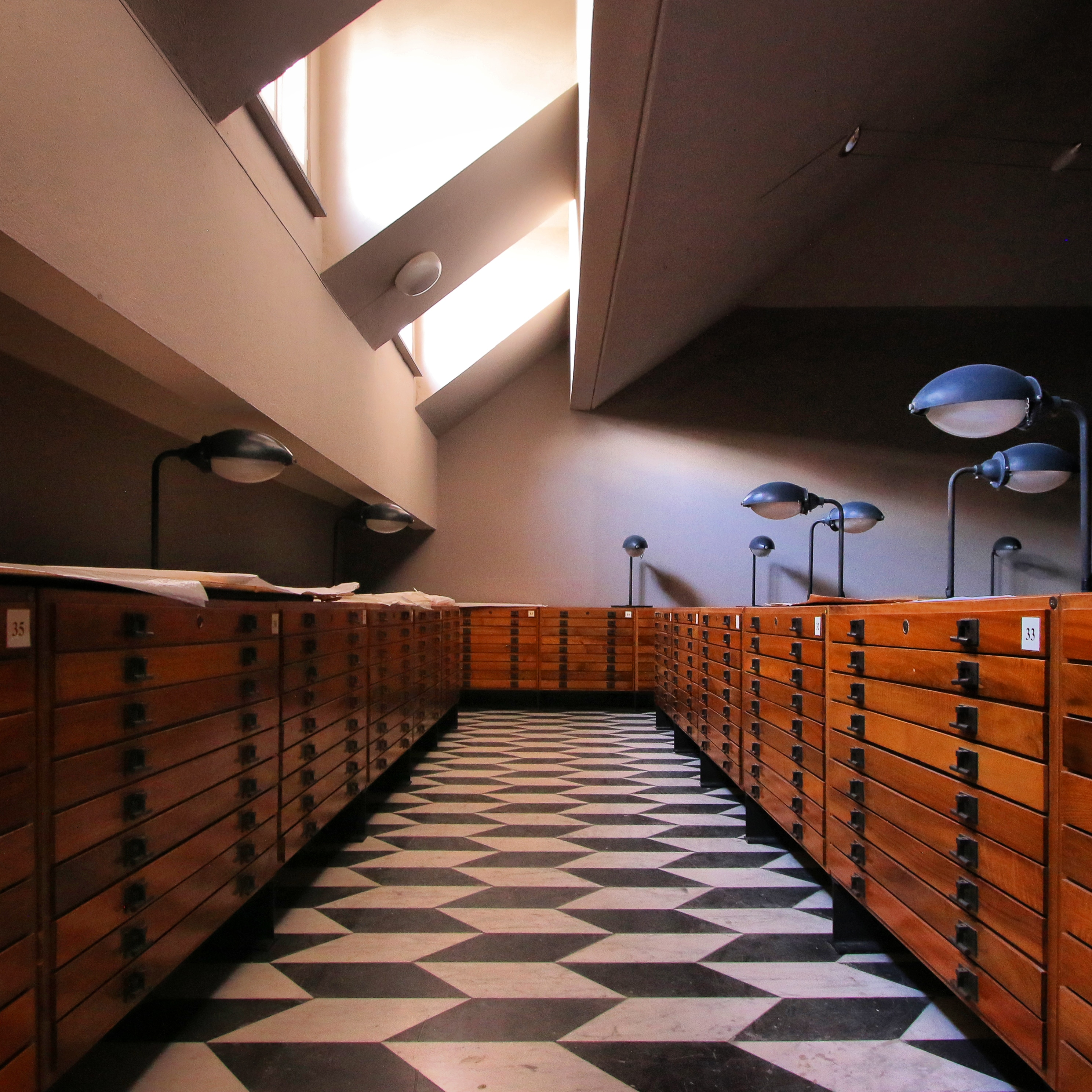
Gabinetto Disegni e Stampe con cassettiere e lampade disegnate da Franco Albini

### Storia e provenienza
Il primo nucleo della collezione proviene dal legato del marchese Marcello Durazzo (1790-1848) che donò alla Biblioteca Civica della città natale la sua raccolta di 1656 fogli, ufficialmente consegnati nell'ottobre 1849 e incrementata dagli eredi nel 1863. Questo fondo è caratterizzato principalmente da opere di autori genovesi ed emiliani. Quest'ultime sarebbero state acquistate dal nobile genovese a Bologna, dove soggiornò nel 1810, per tramite del pittore Francesco Giusti, insieme a parte duna parte della raccolta dell'incisore Clemente Nicoli. Giusti aveva comperato un gran numero di fogli del Guercino e di altri artisti dagli ultimi eredi di Benedetto e Cesare Gennari, nipoti e allievi del maestro bolognese: infatti, proprio da questo fondo, proviene lo Studio di nudo del Guercino. Dalla raccolta del Nicoli, invece, pervengono a Palazzo Rosso più di sessanta fogli, tra i quali opere di Guido Reni, Annibale Carracci, Domenichino oltre che del Guercino. Alcuni disegni del nucleo di ritratti di Ottavio Leoni mostrano invece scritte indicative dell’originaria proprietà di un tale Aldrovandi, collezionista bolognese della fine del XVIII secolo.
L'incremento successivo della collezione è connesso alla complessa vicenda dell'eredità dello scultore Santo Varni (1807-1885) il cui testamento, che disponeva il legato al Comune di Genova dell'intera sua collezione d'arte, venne impugnato dagli eredi. Nel 1887 un'asta diede inizio alla dispersione della collezione ma venne sospesa e nel 1988 il Comune riuscì ad acquisire 75 fogli. Il successivo acquisto del 1899 dello scultore Norberto Montecucco, il dono del 1905 di Giorgio Passano nel 1905 e il legato del 1926 di Mary Ighina, nipote del Varni, apportarono alla collezione civica più di 650 disegni della stessa provenienza, incrementando ulteriormente il numero di fogli di scuola genovese, in particolare di Luca Cambiaso, Domenico Piol a e del suo ambito. Il fondo Passano comprende anche 440 disegni di Bartolomeo Pinelli e almeno 200 di artisti genovesi ed italiani del XIX secolo fra cui Felice Giani, Santo Bertelli, Giuseppe Bezzuoli, Giuseppe Frascheri, Giuseppe Isola e Michele Canzio, architetto e scenografo teatrale.
Nel 1908 si aggiunse la collezione di André Giordan, e nel 1909 i fogli del pittore Ernesto Rayper.
Nuovi incrementi risalgono fra le due guerre: l'acquisto nel 1924 di altri fogli di Michele Canzio, nel 1937 l'acquisto di 75 disegni di Marcantonio Franceschini ed altrettanti di Francesco Baratta, e nel 1940 quello di almeno 60 disegni di Carlo Barabino: architetto genovese attivo all'inizio del secolo XIX.
Nel 1942 Anselmo Foroni Lo Faro donò 400 disegni di artisti italiani fra cui Correggio, Palma il Giovane e Guercino, e stranieri fra cui Houbraken, Jaques Callot e Wicar.
Nel 1958 vennero donati 28 disegni del pittore Tullio Salvatore Quinzio, e nel 1974 venne acquistata un'ulteriore serie di 70 progetti di Santo Varni.

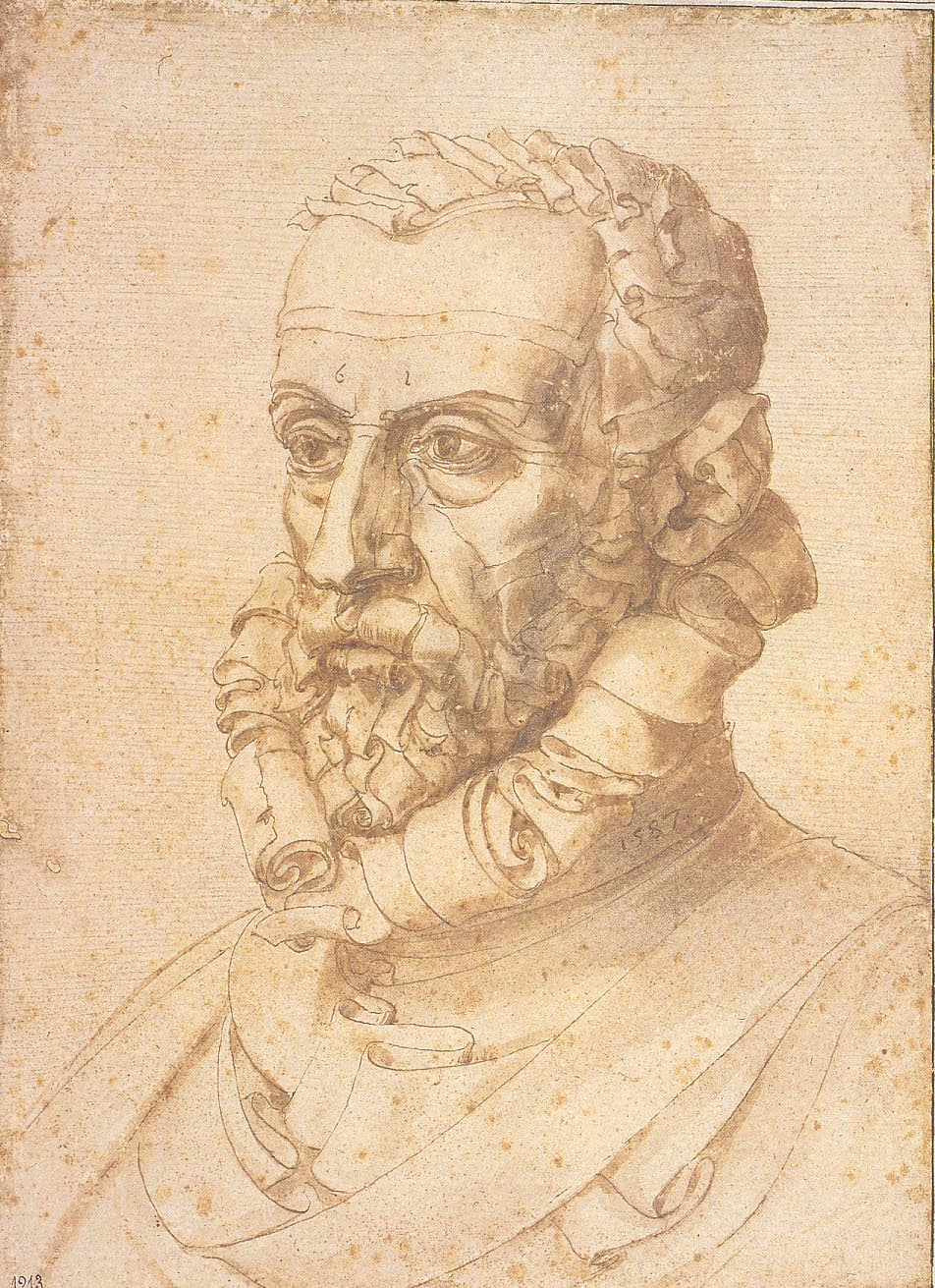
Giuseppe Arcimboldo, Autoritratto "l'uomo di lettere"
Giovanni Francesco Barbieri detto il Guercino, Nudo virile steso davanti a una siepe
Lorenzo De Ferrari, Le tre grazie
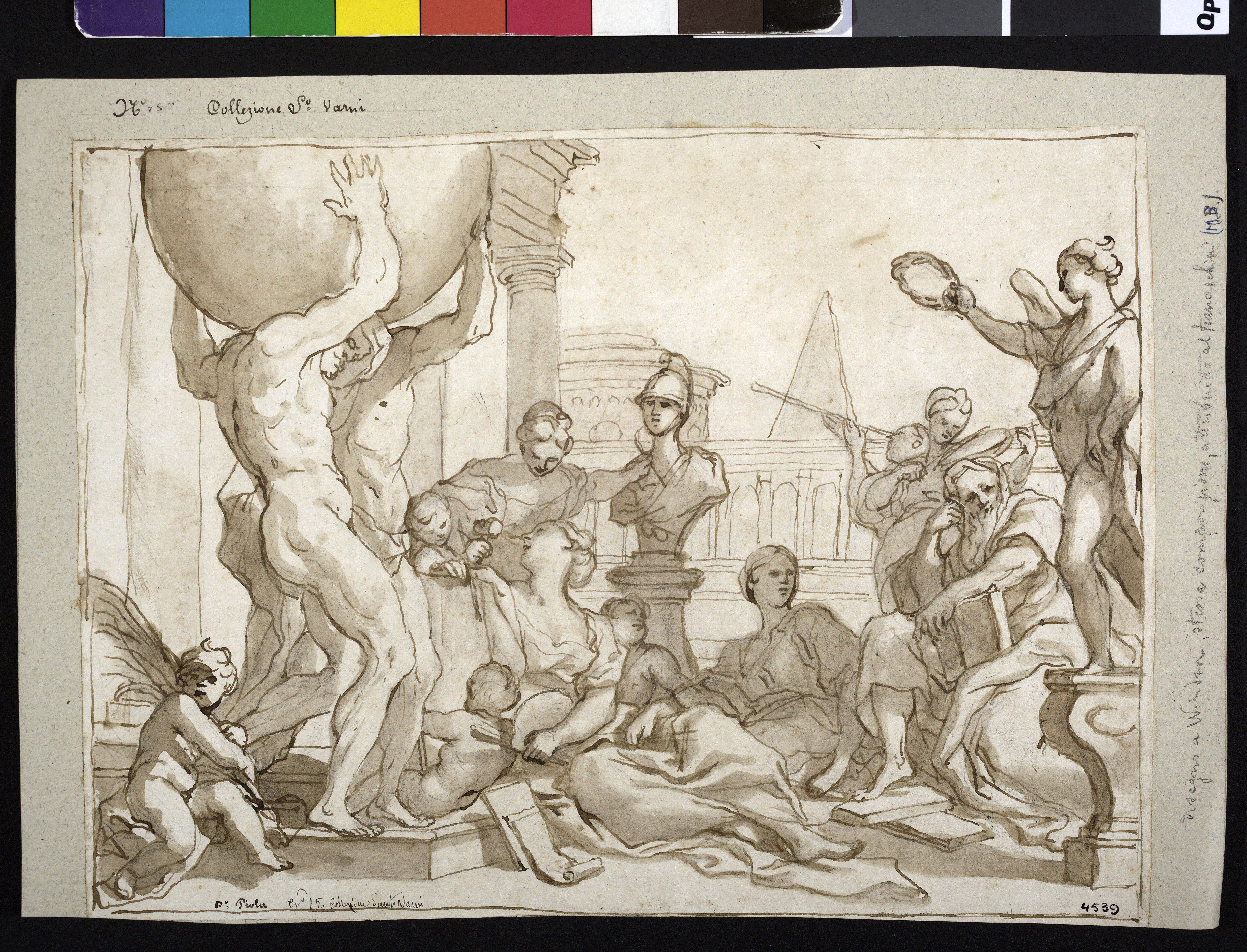
Domenico Piola, Ateneo delle Belle Arti (bozzetto)
Sinibaldo Scorza, Veduta della Villa Centuriona nei pressi di Gavi
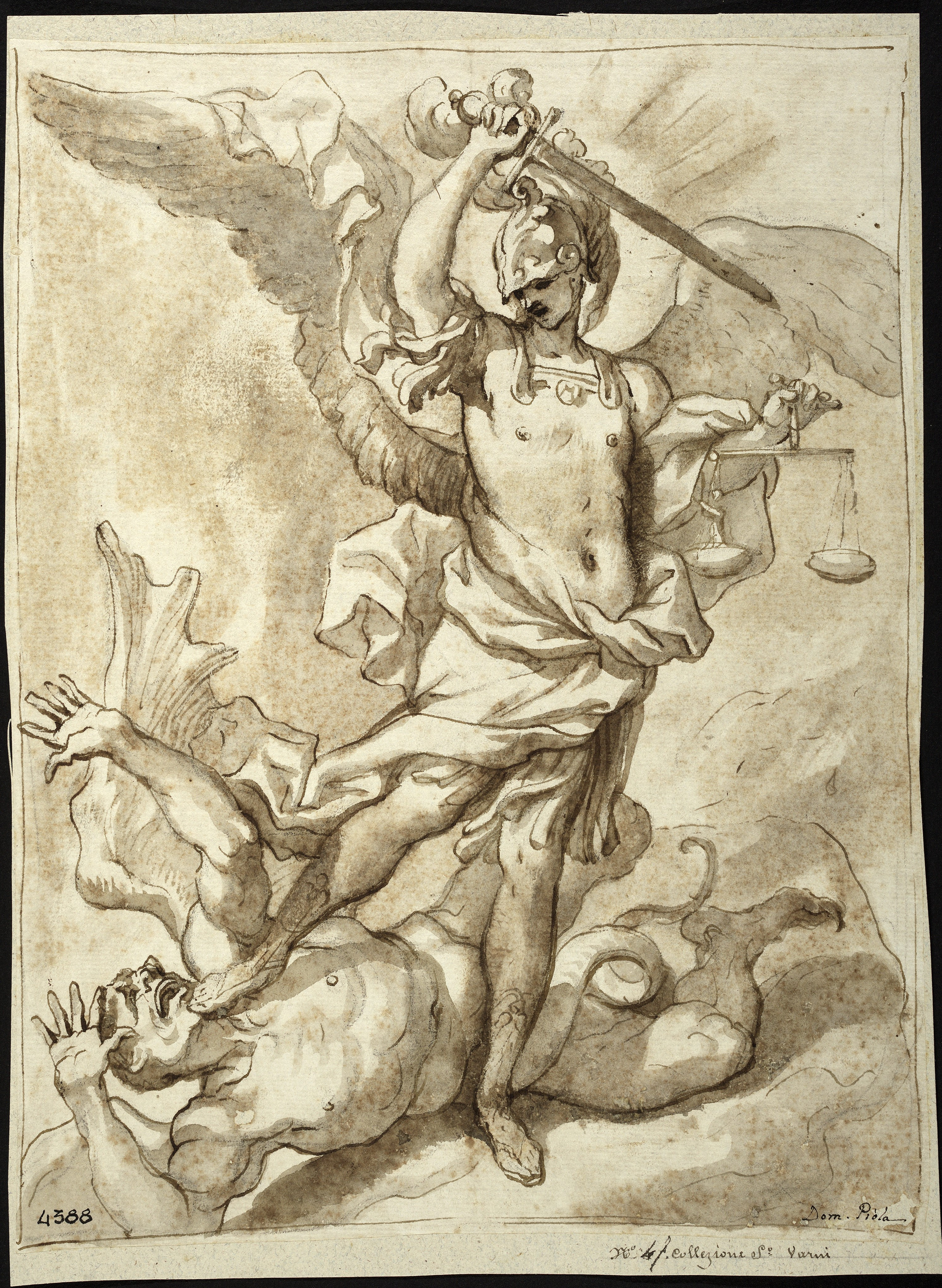
Domenico Piola, San Michele Arcangelo

## La quadreria Brignole-Sale

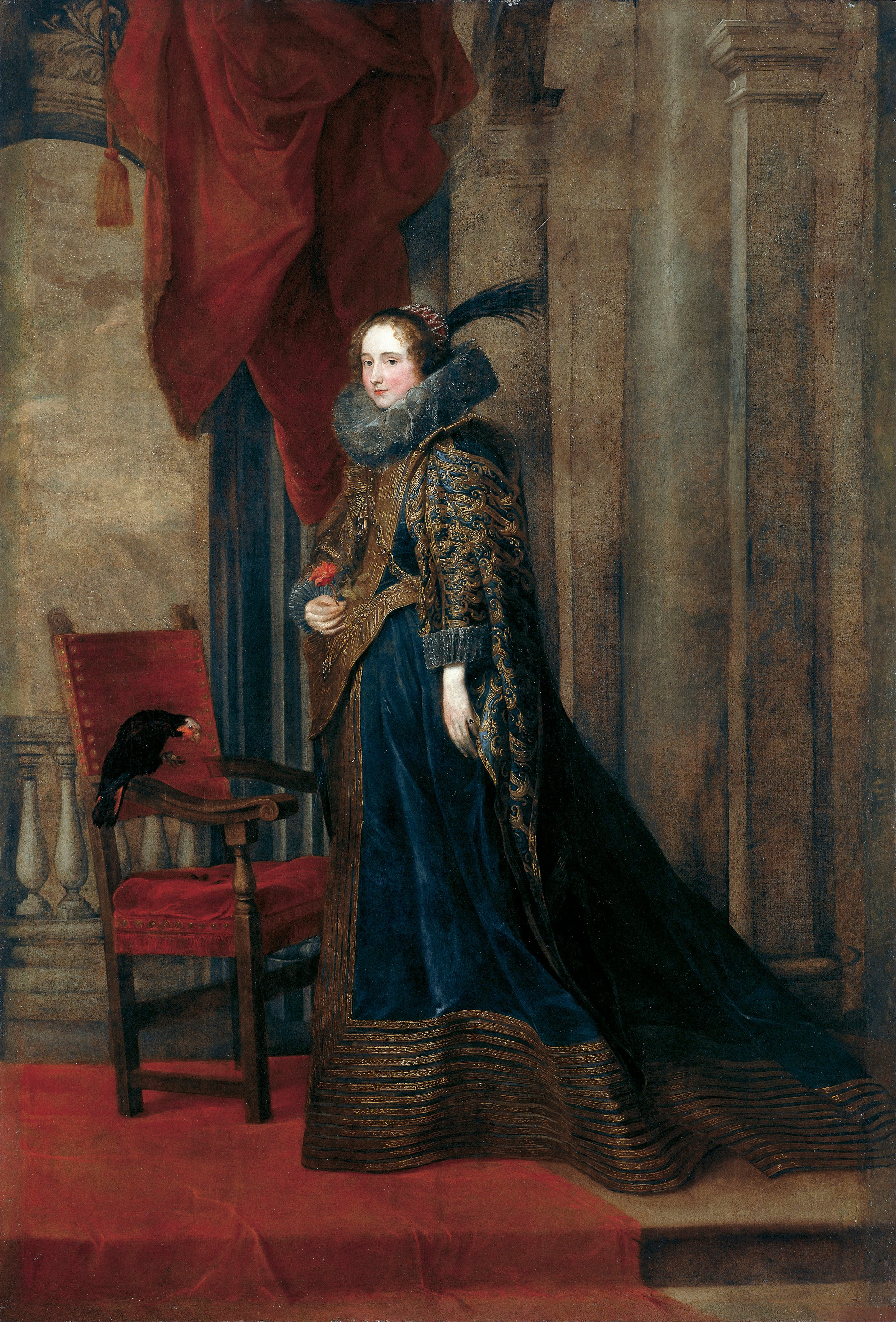
Anton Van Dyck, Ritratto di Paolina Adorno Brignole-Sale

Oltre al palazzo, la duchessa di Galliera nel 1874 donò al Comune di Genova la splendida quadreria che, unitamente agli arredi, formava il nucleo storico delle collezioni del museo: oculate acquisizioni e commissioni effettuate per oltre due secoli a dimostrazione dell'ascesa sociale, economica e politica della famiglia Brignole-Sale.
A partire dalle prime commissione della prima metà del Seicento ad alcuni grandi artisti come Antoon van Dyck da parte di Gio Francesco Brignole, anche i successori continuarono questa politica apportando un significativo ampliamento delle ricche collezioni d'arte anche grazie alle eredità ricevute (in particolare quelle di due diversi rami dei Durazzo).
Oggi la quadreria comprende, oltre ai ritratti fiamminghi, dipinti di Guido Reni, di Guercino, di Mattia Preti, di Bernardo Strozzi e preziose tavole e tele d'ambito veneto del XVI secolo, fra le quali meritano d'essere ricordate le opere di Palma il Vecchio e del Veronese.
Negli anni 1953-1961 furono effettuati importanti restauri, grazie ai quali gli spazi espositivi vennero più che raddoppiati in funzione di una diversa sistemazione della quadreria, inserendo anche opere non pertinenti il nucleo storico, come la collezione di ceramiche e quella numismatica in precedenza ubicate altrove e oggi esposte a Palazzo Doria-Tursi. Di diversa provenienza era anche la collezione tessile, per la quale nell'occasione venne realizzato un deposito. Trovarono inoltre sistemazione nel mezzanino fra il primo e il secondo piano nobile, la collezione topografica e la collezione cartografica.
Dopo il 1992 è stato attuato un nuovo ordinamento, privilegiando il recupero e l'esposizione di tutte le opere appartenute alla collezione Brignole-Sale, precedentemente spostate a Palazzo Bianco e all’interno dei depositi.

### Opere principali
- Guido Reni, San Sebastiano
- Andrea del Sarto, Madonna col Bambino, San Giovannino e Santa Elisabetta
- Albert Cuyp, Paesaggio con conigli
- Albrecht Dürer, Ritratto di giovane veneziano, 1506
- Gerard David, Madonna della pappa (1510-1515)
- Antoon van Dyck, Ritratto di Paolina Adorno-Brignole-Sale; Ritratto equestre di Anton Giulio Brignole-Sale; Ritratto di Geronima Sale Brignole con la figlia Maria Aurelia; Ritratto di Filippo Spinola di Tassarolo; Ritratto dell'orefice Pucci con il figlio; Cristo portacroce; Cristo della moneta;
- Bernardo Strozzi, La cuoca; Il pifferaio; Madonna col Bambino e san Giovannino; La Carità cristiana; Incredulità di San Tommaso; San Francesco in adorazione del Crocifisso;
- Giuseppe Arcimboldo, Autoritratto "l’uomo di lettere" (disegno)
- Palma il Vecchio, Madonna col Bambino tra i santi Giovanni Battista e Maddalena, 1520-1522 circa
- G.B. Gaulli detto il Baciccio, Gesù Bambino Salvatore
- Michele Giambono, Ritratto d'uomo detto "Principe moscovita"
- Orazio Gentileschi, Madonna col Bambino dormiente (1621-1624)
- Bartolomeo Guidobono, Lot ubriacato dalle figlie
- Paris Bordon, Ritratto di gentiluomo "dalle maniche rosse"
- Veronese, Giuditta e Oloferne
- Perin del Vaga, Madonna col Bambino, San Giuseppe e San Giovannino
- Giulio Cesare Procaccini, San Matteo apostolo; San Paolo apostolo; San Simone (o San Giuda) apostolo; San Tommaso apostolo
- Luca Cambiaso, Deposizione
- Mattia Preti detto Cavalier calabrese, Incredulità di San Tommaso
- Giovan Francesco Barbieri detto il Guercino, Cleopatra morente; Il suicidio di Catone; Madonna col Bambino, San Giovannino e i santi Giovanni Evangelista e Bartolomeo; Padre Eterno con un putto;
- Sinibaldo Scorza, Due piccioni e un tordo; Circe e Ulisse
- Jan Wildens, Gennaio-pattinatori sul ghiaccio; Aprile-primavera in un giardino all’italiana; Maggio-la passeggiata nel viale, Novembre-burrasca in mare;
- Ludovico Carracci, Annunciazione[35]
- Grechetto, Crocifissione, Il viaggio della famiglia di Abramo; Natività; Fuga di pecore,

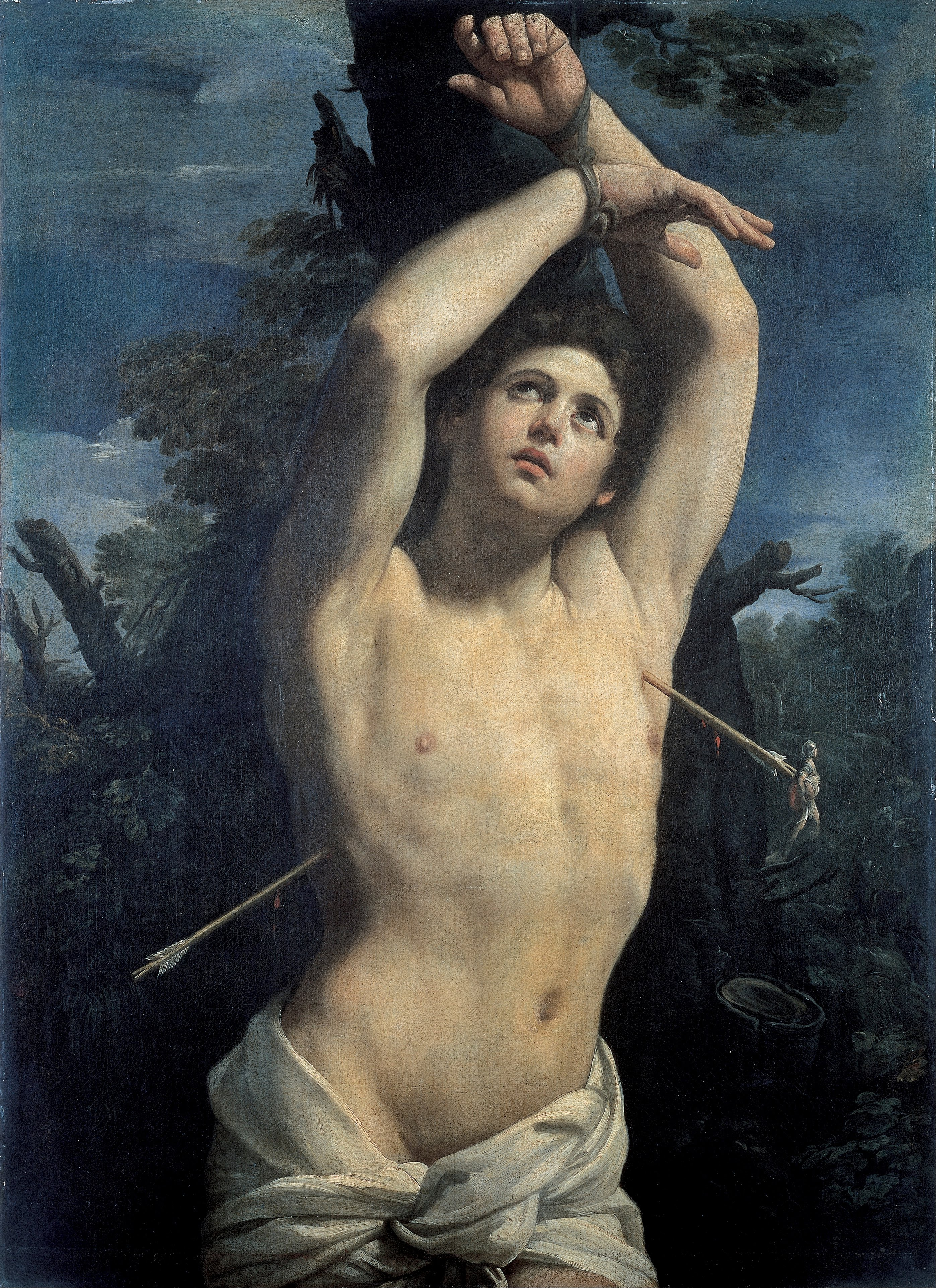
Guido Reni, San Sebastiano
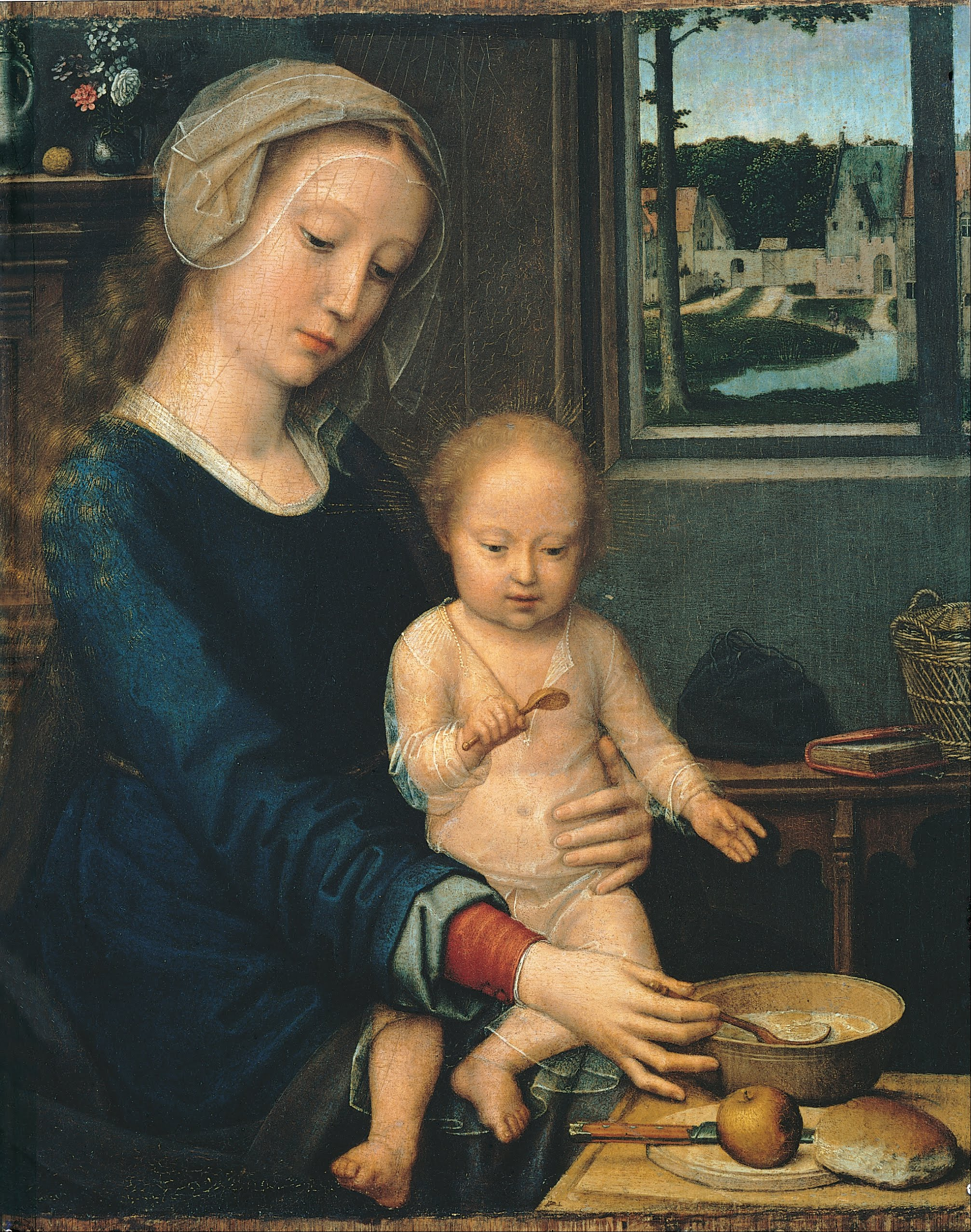
Gerard David, Madonna della Pappa
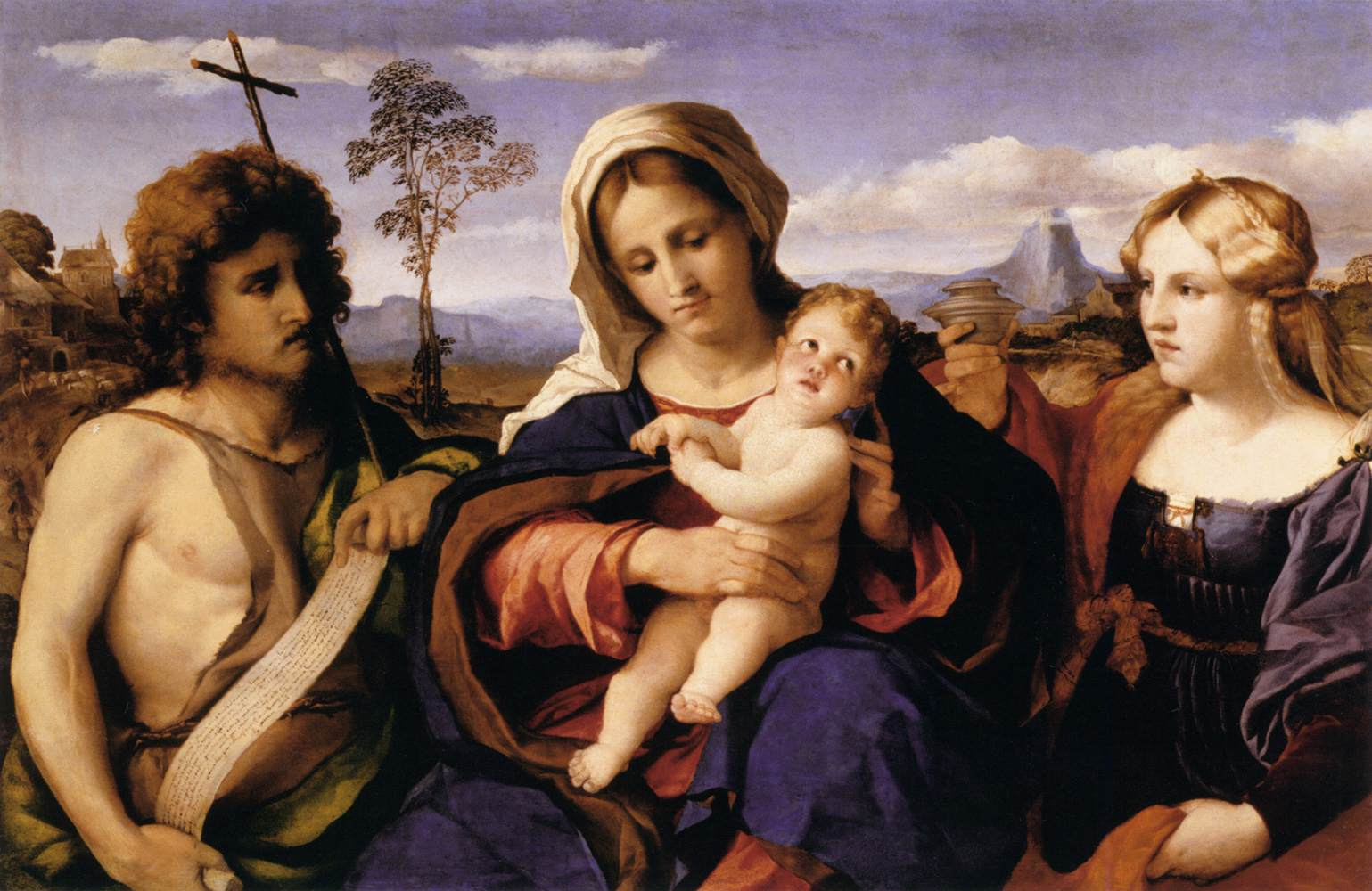
Palma il Vecchio,Madonna col Bambino tra i santi Giovanni Battista e la Maddalena
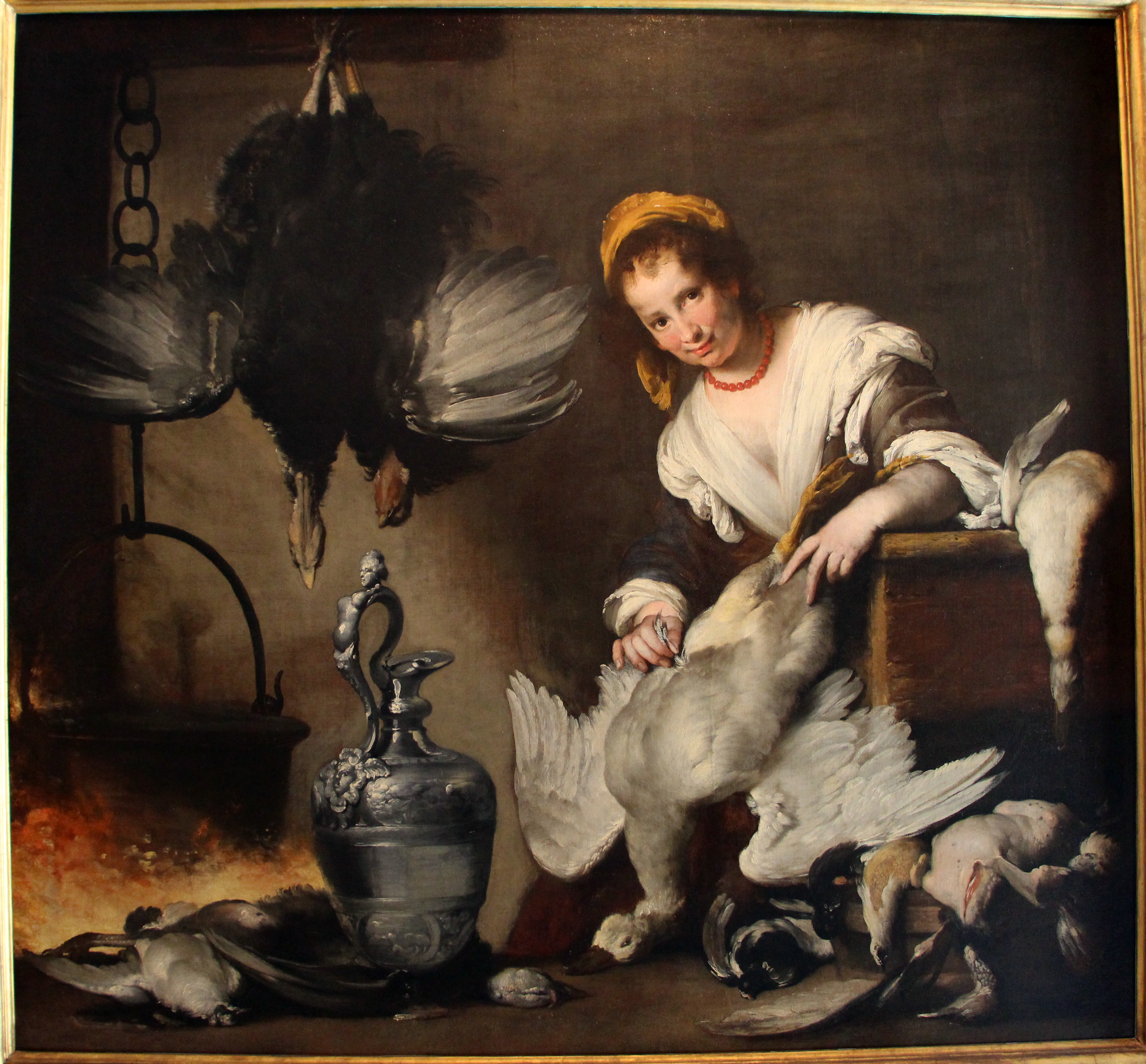
Bernardo strozzi, La cuoca
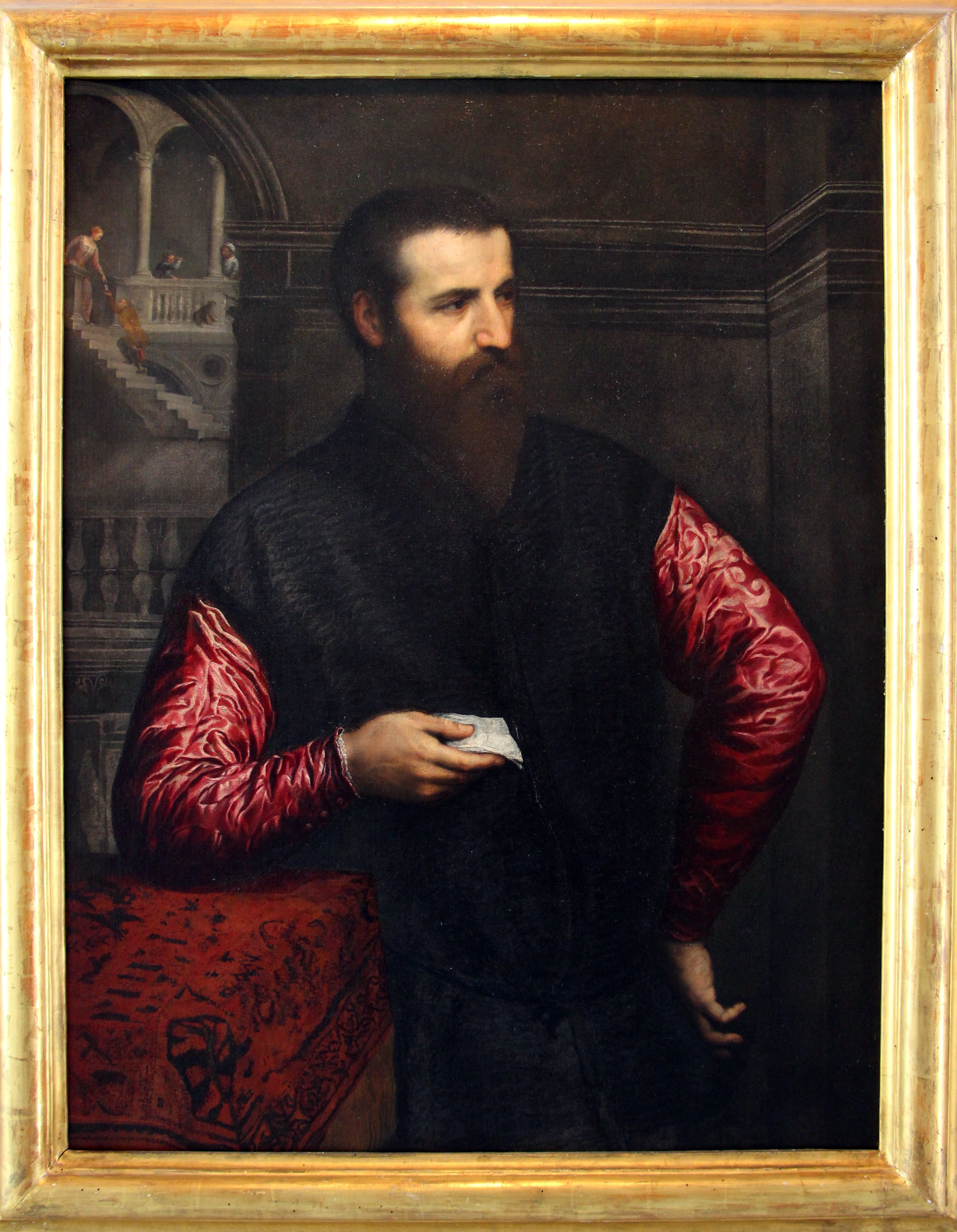
Paris Bordon, Ritratto di gentiluomo dalle "maniche rosse"
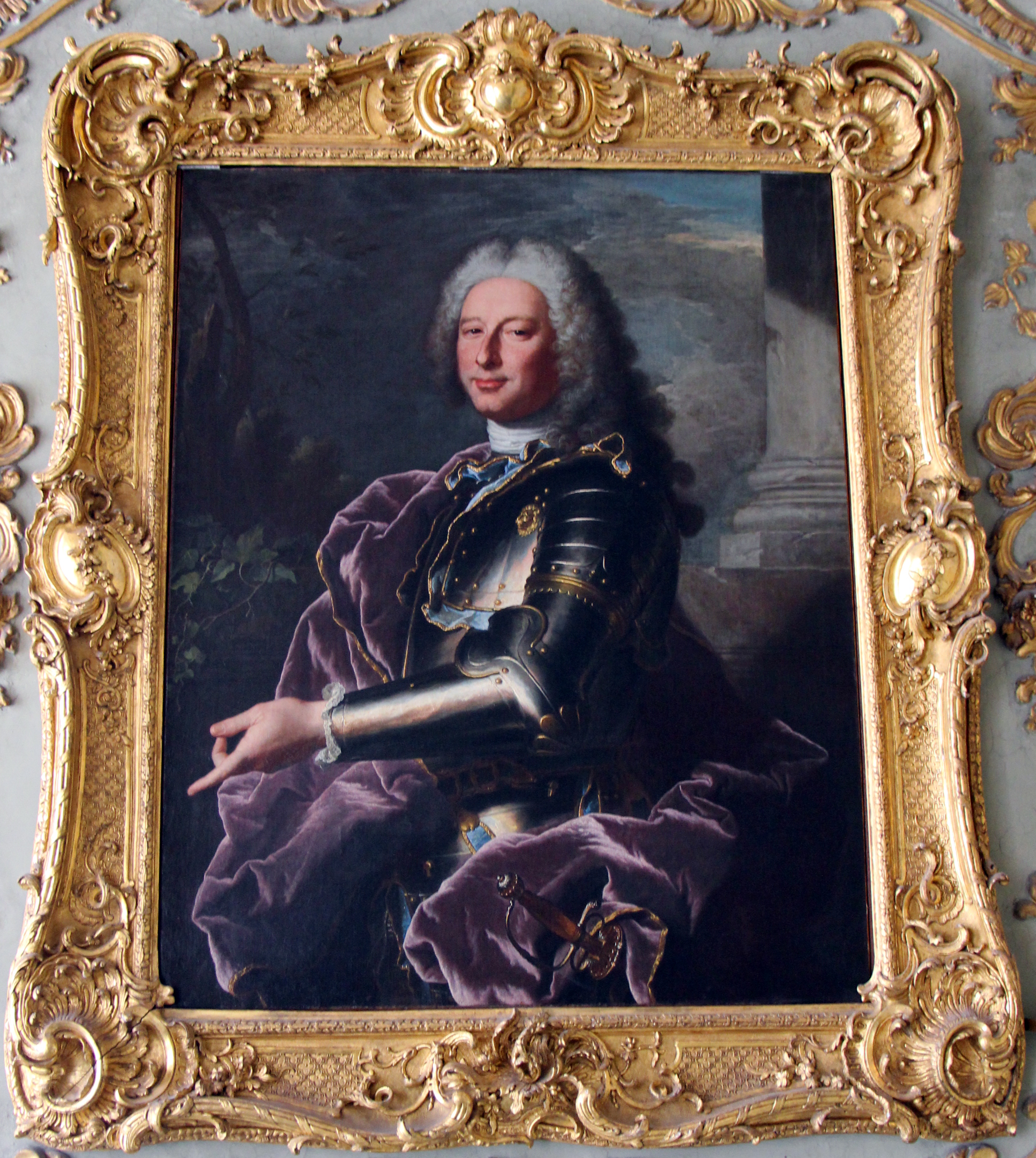
Hyacinthe Rigaud, Ritratto di Gio. Francesco II Brignole-Sale
Giovanni Francesco Barbieri detto il Guercino, Cleopatra Morente